# Лоренц, Хендрик
Хе́ндрик А́нтон Ло́ренц (нидерл. Hendrik Antoon Lorentz; 18 июля 1853, Арнем, Нидерланды — 4 февраля 1928, Харлем, Нидерланды) — нидерландский физик-теоретик, лауреат Нобелевской премии по физике (1902, совместно с Питером Зееманом) и других наград, член Нидерландской королевской академии наук (1881), ряда иностранных академий наук и научных обществ.
Лоренц известен прежде всего своими работами в области электродинамики и оптики. Объединив концепцию непрерывного электромагнитного поля с представлением о дискретных электрических зарядах, входящих в состав вещества, он создал классическую электронную теорию и применил её для решения множества частных задач: получил выражение для силы, действующей на движущийся заряд со стороны электромагнитного поля (сила Лоренца), вывел формулу, связывающую показатель преломления вещества с его плотностью (формула Лоренца — Лоренца), разработал теорию дисперсии света, объяснил ряд магнитооптических явлений (в частности, эффект Зеемана) и некоторые свойства металлов. На основе электронной теории учёный развил электродинамику движущихся сред, в том числе выдвинул гипотезу о сокращении тел в направлении их движения (сокращение Фицджеральда — Лоренца), ввёл понятие о «местном времени», получил релятивистское выражение для зависимости массы от скорости, вывел соотношения между координатами и временем в движущихся относительно друг друга инерциальных системах отсчёта (преобразования Лоренца). Работы Лоренца способствовали становлению и развитию идей специальной теории относительности и квантовой физики. Кроме того, им был получен ряд существенных результатов в термодинамике и кинетической теории газов, общей теории относительности, теории теплового излучения.

## Биография

### Происхождение и детские годы (1853—1870)
Хендрик Антон Лоренц родился 15 июля 1853 года в Арнеме. Его предки происходили из прирейнской области Германии и занимались в основном земледелием. Отец будущего учёного, Геррит Фредерик Лоренц (Gerrit Frederik Lorentz, 1822—1893), владел питомником плодовых деревьев близ Велпа. Мать Хендрика Антона, Гертруда ван Гинкел (Geertruida van Ginkel, 1826—1861), выросла в Ренсвауде в провинции Утрехт, была замужем, рано овдовела и на третьем году вдовства вышла замуж во второй раз — за Геррита Фредерика. У них было двое сыновей, однако второй из них умер ещё в младенческом возрасте; Хендрик Антон воспитывался вместе с Хендриком Яном Якобом, сыном Гертруды от первого брака. В 1862 году, после ранней смерти супруги, отец семейства женился на Люберте Хюпкес (Luberta Hupkes, 1819/1820—1897), которая стала детям заботливой мачехой.
В шестилетнем возрасте Хендрик Антон поступил в начальную школу Тиммера. Здесь, на уроках Герта Корнелиса Тиммера, автора учебников и научно-популярных книг по физике, юный Лоренц познакомился с основами математики и физики. В 1866 году будущий учёный успешно сдал вступительные экзамены в только что открывшуюся в Арнеме высшую гражданскую школу (нидерл. Hogereburgerschool), которая примерно соответствовала гимназии. Учёба легко давалась Хендрику Антону, чему способствовал педагогический талант учителей, в первую очередь Х. Ван-дер-Стадта, автора нескольких известных учебников по физике, и Якоба Мартина ван Беммелена, преподававшего химию. Как признавал сам Лоренц, именно Ван-дер-Стадт привил ему любовь к физике. Другой важной встречей в жизни будущего учёного стало знакомство с Германом Хагой (нидерл. Herman Haga), который учился в том же классе и впоследствии также стал физиком; они оставались близкими друзьями на протяжении всей жизни. Кроме естественных наук, Хендрик Антон интересовался историей, прочёл ряд трудов по истории Нидерландов и Англии, увлекался историческими романами; в литературе его привлекало творчество английских писателей — Вальтера Скотта, Уильяма Теккерея и особенно Чарльза Диккенса. Отличаясь хорошей памятью, Лоренц изучил несколько иностранных языков (английский, французский и немецкий), а перед поступлением в университет самостоятельно овладел греческим и латынью. Несмотря на общительный характер, Хендрик Антон был человеком стеснительным и не любил говорить о своих переживаниях даже с близкими. Он был чужд всякого мистицизма и, по свидетельству дочери, «лишён был веры в божью благодать… Вера в высшую ценность разума… заменяла ему религиозные убеждения».

### Учёба в университете. Первые шаги в науке (1870—1877)

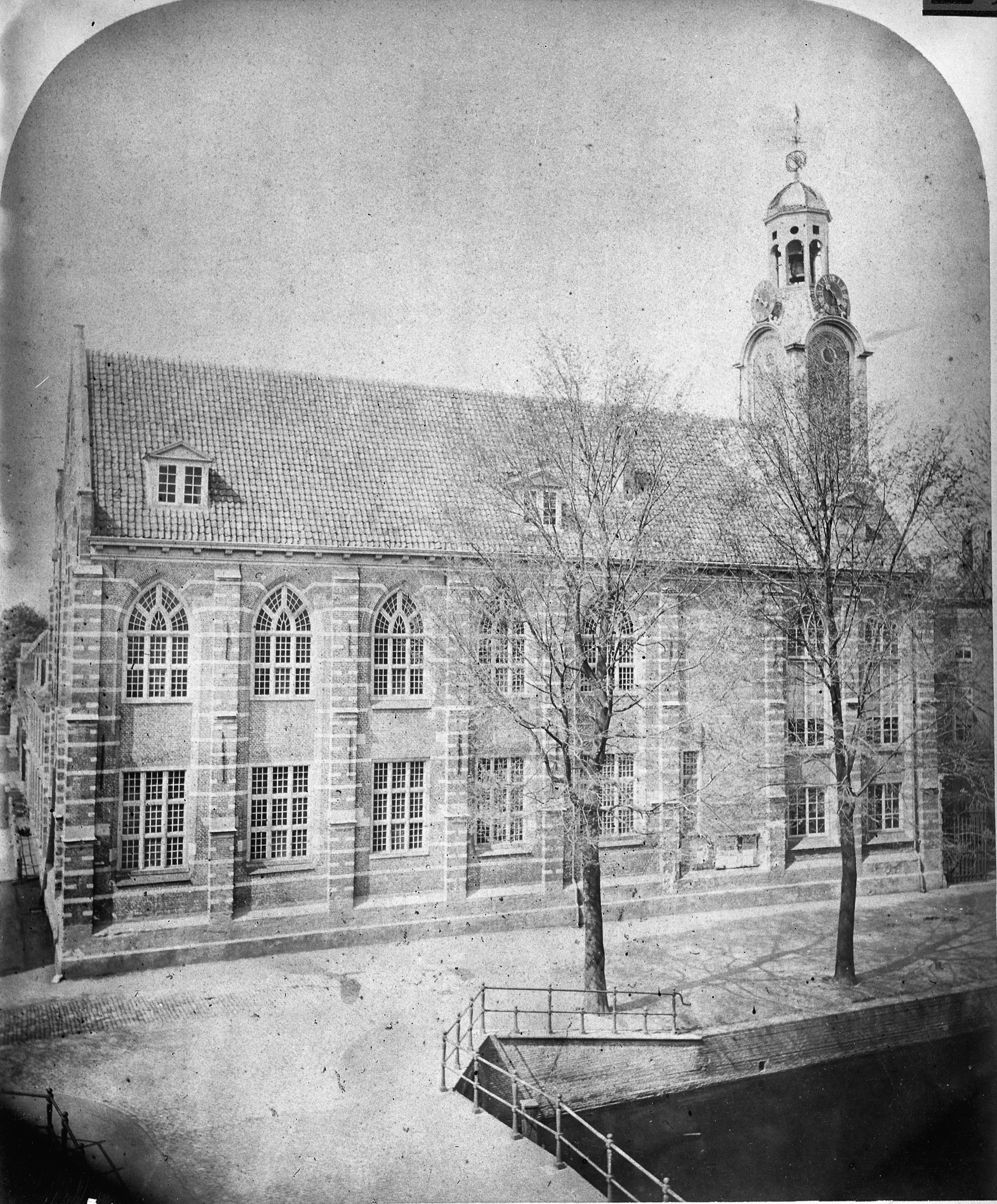
Одно из зданий Лейденского университета (1875)

В 1870 году Лоренц поступил в Лейденский университет, старейший университет Голландии. Здесь он посещал лекции физика Питера Рейке (нидерл. Pieter Rijke) и математика Питера ван Гера (Pieter van Geer), читавшего курс аналитической геометрии, однако ближе всего сошёлся с профессором астрономии Фредериком Кайзером, который узнал о новом талантливом студенте от своего бывшего ученика Ван-дер-Стадта. Именно во время учёбы в университете будущий учёный познакомился с основополагающими работами Джеймса Клерка Максвелла и не без труда смог разобраться в них, чему способствовало изучение трудов Германа Гельмгольца, Огюстена Френеля и Майкла Фарадея. В ноябре 1871 года Лоренц с отличием сдал экзамены на степень магистра и, решив готовиться к докторским экзаменам самостоятельно, в феврале 1872 года покинул Лейден. Вернувшись в Арнем, он стал учителем математики в вечерней школе и в школе Тиммера, где когда-то учился сам; эта работа оставляла ему достаточно свободного времени, чтобы заниматься наукой. Основным направлением исследований Лоренца стала электромагнитная теория Максвелла. Кроме того, в школьной лаборатории он ставил оптические и электрические опыты и даже безуспешно пытался доказать существование электромагнитных волн, изучая разряды лейденской банки. Впоследствии, касаясь знаменитого сочинения британского физика, Лоренц говорил: «Его „Трактат об электричестве и магнетизме“ произвёл на меня, пожалуй, одно из самых сильных впечатлений в жизни; толкование света как электромагнитного явления по своей смелости превзошло всё, что я до сих пор знал. Но книга Максвелла была не из лёгких! Написанная в годы, когда идеи учёного ещё не получили окончательной формулировки, она не представляла законченного целого и не давала ответа на многие вопросы».
В 1873 году Лоренц сдал докторские экзамены, а 11 декабря 1875 года в Лейдене с отличием (magna cum laude) защитил докторскую диссертацию «К теории отражения и преломления света» (нидерл. Over de theorie der terugkaatsing en breking van het licht), в которой дал объяснение этих процессов на основе максвелловской теории. После защиты молодой доктор наук вернулся к своей прежней жизни арнемского учителя. Летом 1876 года вместе с друзьями он совершил пеший переход по Швейцарии. К этому времени перед ним встал вопрос о полном переключении на математику: именно эту дисциплину он успешно преподавал в школе и потому Утрехтский университет предложил ему должность профессора математики. Однако Лоренц, надеясь вернуться в свою альма-матер, отклонил это предложение и в качестве временной должности решил получить место учителя лейденской классической гимназии. Вскоре в Лейденском университете произошло важное изменение: кафедра физики была разделена на две части — экспериментальную и теоретическую. Новую должность профессора теоретической физики сначала предложили Яну Дидерику Ван-дер-Ваальсу, а когда тот отказался, на это место был назначен Лоренц. Это была первая в Нидерландах и одна из первых в Европе кафедра теоретической физики; успешная деятельность Лоренца на этом поприще способствовала формированию теоретической физики как самостоятельной научной дисциплины.

### Профессор в Лейдене (1878—1911)
25 января 1878 года Лоренц официально вступил в звание профессора, произнеся вступительную речь-доклад «Молекулярные теории в физике». По признанию одного из его бывших студентов, молодой профессор «обладал своеобразным даром, несмотря на всю свою доброту и простоту, сохранять определённую дистанцию между собой и своими студентами, нисколько не стремясь к тому и сам того не замечая». Лекции Лоренца пользовались среди студентов популярностью; ему нравилось преподавать, несмотря на то, что эта деятельность отнимала значительную часть времени. Более того, в 1883 году он взял на себя дополнительную нагрузку, заменив своего коллегу Хейке Камерлинг-Оннеса, который из-за болезни не мог читать курс общей физики на медицинском факультете; Лоренц продолжал читать эти лекции даже после выздоровления Оннеса, вплоть до 1906 года. По мотивам курсов его лекций была издана серия известных учебников, которые неоднократно переиздавались и были переведены на многие языки. В 1882 году профессор Лоренц начал популяризаторскую деятельность, его выступления перед широкой аудиторией пользовались успехом благодаря его таланту доступно и ясно излагать сложные научные вопросы.

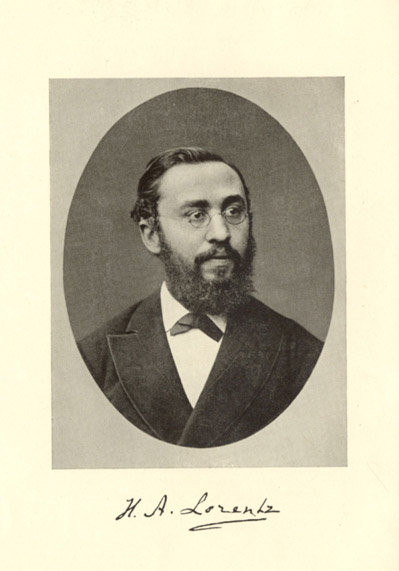
Фотопортрет Лоренца 1902 года

Летом 1880 года Лоренц познакомился с Алеттой Кайзер (Aletta Catharina Kaiser, 1858—1931), племянницей профессора Кайзера и дочерью известного гравёра Йоханна Вилхелма Кайзера (нидерл. Johann Wilhelm Kaiser), директора Государственного музея в Амстердаме. Тем же летом состоялась помолвка, а в начале следующего года молодые люди поженились. В 1885 году у них родилась дочь Гертруда Люберта (нидерл. Geertruida de Haas-Lorentz), получившая имена в честь матери и мачехи учёного. В том же году Лоренц купил дом на Хойграхт, 48, где семья вела тихую, размеренную жизнь. В 1889 году родилась вторая дочь — Йоханна Вильгельмина (Johanna Wilhelmina), в 1893 году — первый сын, проживший менее года, а в 1895 — второй сын, Рудольф. Старшая дочь впоследствии стала ученицей отца, занималась физикой и математикой и была замужем за известным учёным Вандером Йоханнесом де Хаазом, учеником Камерлинг-Оннеса.
Первые годы в Лейдене Лоренц провёл в добровольной самоизоляции: он мало печатался за границей и практически избегал контактов с внешним миром (вероятно, это было связано с его стеснительностью). Его работы были мало известны за пределами Голландии вплоть до середины 1890-х годов. Лишь в 1897 году он впервые посетил съезд немецких естествоиспытателей и врачей, проходивший в Дюссельдорфе, и с тех пор стал постоянным участником крупных научных конференций. Он познакомился с такими известными европейскими физиками, как Людвиг Больцман, Вильгельм Вин, Анри Пуанкаре, Макс Планк, Вильгельм Рентген и другими. Росло и признание Лоренца как учёного, чему способствовал успех созданной им электронной теории, дополнявшей электродинамику Максвелла представлением об «атомах электричества», то есть о существовании заряженных частиц, из которых состоит вещество. Первая версия этой теории была опубликована в 1892 году; впоследствии она активно развивалась автором и использовалась для описания различных оптических явлений (дисперсия, свойства металлов, основы электродинамики движущихся сред и так далее). Одним из наиболее ярких достижений электронной теории стало предсказание и объяснение расщепления спектральных линий в магнитном поле, открытого Питером Зееманом в 1896 году. В 1902 году Зееман и Лоренц разделили Нобелевскую премию по физике; лейденский профессор стал, таким образом, первым теоретиком, удостоенным этой награды. Успех электронной теории был во многом обусловлен восприимчивостью её автора к различным идеям и подходам, его способностью соединять элементы разных теоретических систем. Как писал историк Оливье Дарриголь,

Как и подобало открытости его страны, он читал без разбора немецкие, английские и французские источники. Его основные вдохновители, Гельмгольц, Максвелл и Френель, принадлежали к очень разным, иногда несовместимым традициям. В то время как в обычном уме эклектизм мог бы создать неразбериху, Лоренц извлёк из него пользу.
Оригинальный текст (англ.)As befitted his country's openness, he read indiscriminately from German, English, and French sources. His main inspirations, Helmholtz, Maxwell, and Fresnel, belonged to very distinct, sometimes conflicting, traditions. While in an average mind the eclecticism could have created confusion, Lorentz profited from it.
— Darrigol O. Electrodynamics from Ampere to Einstein. — Oxford University Press, 2000. — P. 322.
Теперь из различных уголков мира Лоренцу поступали приглашения выступить со специальными докладами: он посетил Берлин (1904) и Париж (1905), а весной 1906 года прочёл цикл лекций в Колумбийском университете Нью-Йорка. Вскоре его стали переманивать другие университеты; в частности, Мюнхенский университет в 1905 году предложил ему гораздо более выгодные условия, чем в Лейдене. Однако учёный не спешил срываться с места и отказываться от спокойной жизни в маленьком городке, а после того, как нидерландское министерство просвещения существенно улучшило условия его работы (была сокращена лекционная нагрузка, выделен ассистент, отдельный кабинет и личная лаборатория), он окончательно отбросил мысли о переезде. В 1909 году Лоренц был назначен председателем отделения физики Нидерландской королевской академии наук и занимал эту должность на протяжении двенадцати лет.

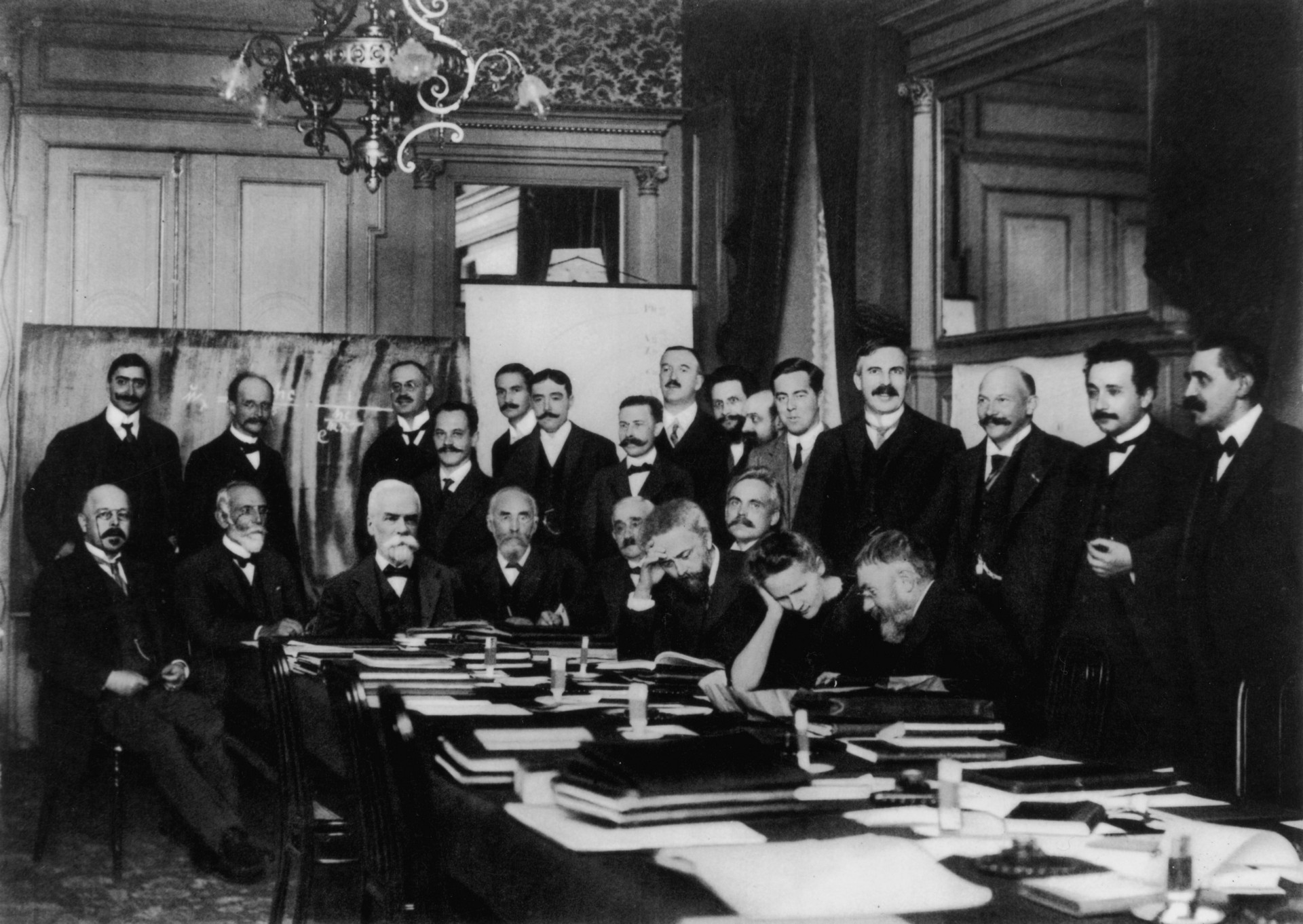
Участники первого Сольвеевского конгресса. Лоренц сидит четвёртый слева

Появление теории относительности и первых квантовых идей поставило под сомнение справедливость электронной теории Лоренца и классической физики в целом. Голландский учёный до последнего пытался найти выход из тупика, в котором оказалась старая физика, однако не преуспел в этом. Как писал в предисловии к советскому изданию лоренцевской «Теории электронов» Торичан Кравец, «его борьба за своё учение поистине грандиозна. Поразительно и научное беспристрастие автора, который с уважением идёт навстречу всем возражениям, всем трудностям. Прочтя его книгу, видишь воочию, что для спасения старых привычных воззрений сделано всё — и это всё не принесло им спасения». Несмотря на приверженность идеалам классики и осторожный подход к новым концепциям, Лоренц ясно осознавал несовершенство старых и плодотворность новых научных представлений. Осенью 1911 года в Брюсселе состоялся первый Сольвеевский конгресс, собравший крупнейших европейских физиков для обсуждения квантовой теории излучения. Председателем этого съезда стал Лоренц, чья кандидатура оказалась весьма удачной благодаря большому авторитету, знанию нескольких языков и умению направлять дискуссии в нужное русло. Коллеги признавали его заслуги в проведении конгресса на высоком научном уровне; так, в одном из писем Альберт Эйнштейн назвал Лоренца «чудом интеллигентности и такта». А вот какое впечатление произвело общение с голландским учёным на Макса Борна: «Что при взгляде на него больше всего поражало, так это выражение его глаз — удивительное сочетание глубокой доброты и иронического превосходства. Этому соответствовала и его речь — ясная, мягкая и убедительная, но вместе с тем и с ироническими оттенками. Поведение Лоренца было покоряюще любезным…»

### Харлем (1912—1928)

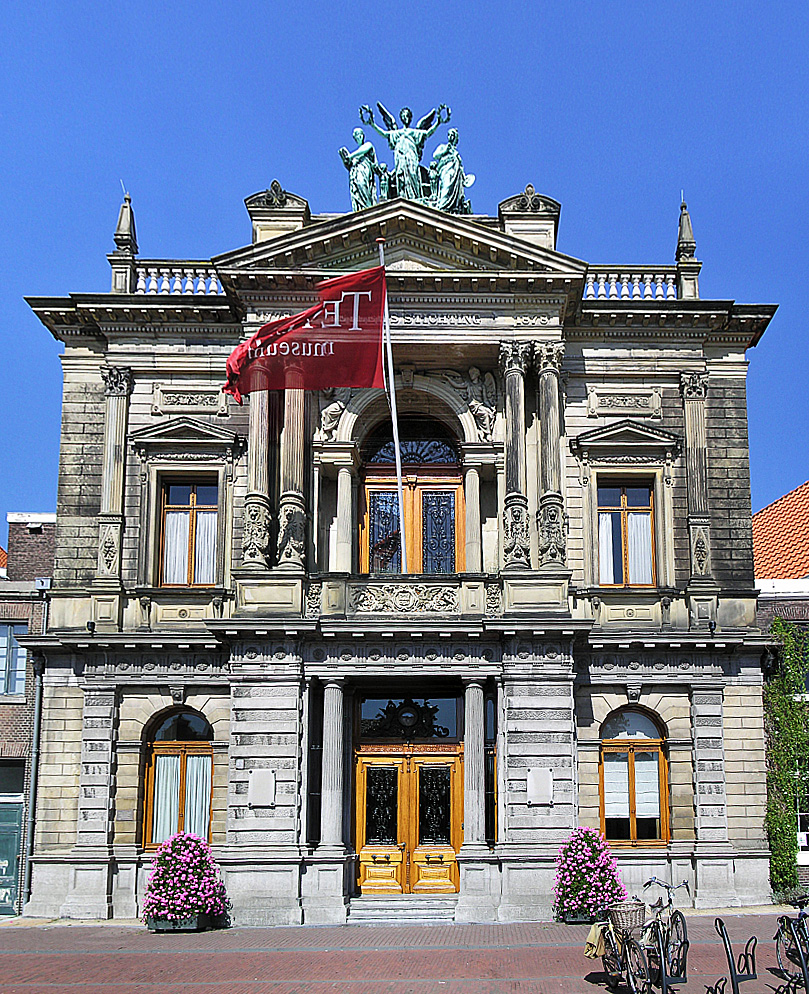
Музей Тейлора в Харлеме (современный вид)

В 1911 году Лоренц получил предложение занять пост куратора музея Тейлора, в котором имелся физический кабинет с лабораторией, и Голландского королевского общества естественных и гуманитарных наук  в Харлеме. Учёный согласился и принялся искать преемника на должность лейденского профессора. После отказа Эйнштейна, который к тому моменту уже принял приглашение из Цюриха, Лоренц обратился к работавшему в Санкт-Петербурге Паулю Эренфесту. Осенью 1912 года, когда кандидатура последнего была официально утверждена, Лоренц окончательно переехал в Харлем. В музее Тейлора он получил небольшую лабораторию в личное пользование; в его обязанности входила организация популярных лекций для учителей физики, которые он стал читать сам. Кроме того, он ещё на протяжении десяти лет оставался экстраординарным профессором Лейденского университета и каждый понедельник в 11 часов утра читал там специальные лекции, посвящённые новейшим физическим идеям. Этот ставший традиционным семинар получил широкую известность в научном мире, его посещали многие известные исследователи из различных стран мира.
С возрастом Лоренц всё больше внимания уделял общественной деятельности, в особенности проблемам образования и международного научного сотрудничества. Так, он стал одним из основателей первого голландского лицея в Гааге и организатором первых бесплатных библиотек и читального зала в Лейдене. Он был одним из распорядителей Сольвеевского фонда, на средства которого был основан Международный физический институт, и возглавлял комитет, ведавший распределением пособий на проведение научных исследований учёными из различных стран. В одной из статей 1913 года Лоренц писал: «Все признают, что сотрудничество и преследование общей цели в конечном итоге порождает драгоценное чувство взаимного уважения, сплочённость и хорошие дружественные отношения, что в свою очередь укрепляет мир». Однако наступившая вскоре Первая мировая война надолго прервала связи между учёными враждовавших стран; Лоренц, как гражданин нейтральной страны, старался по мере своих сил сгладить эти противоречия и восстановить сотрудничество между отдельными исследователями и научными обществами. Так, войдя в руководство основанного после войны Международного исследовательского совета (предшественника Международного совета по науке), голландский физик и его единомышленники добились исключения из устава этой организации пунктов, дискриминирующих представителей побеждённых стран. В 1923 году Лоренц вошёл в состав Комитета по интеллектуальному сотрудничеству (англ. International Committee on Intellectual Cooperation), учреждённого Лигой наций для укрепления научных связей между европейскими государствами, а спустя некоторое время сменил философа Анри Бергсона на посту председателя этого учреждения.

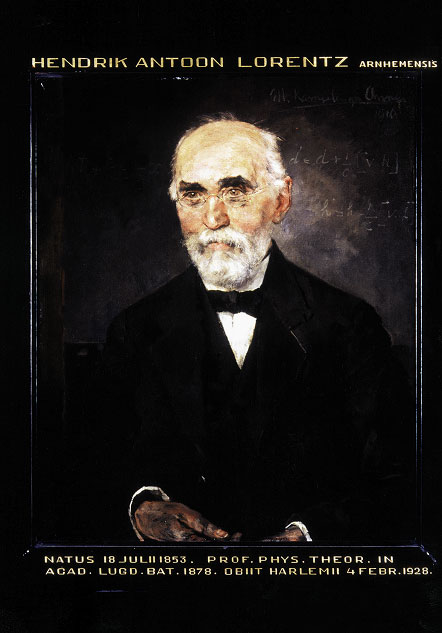
Портрет Лоренца (1916) кисти, брата известного нобелевского лауреата.

В 1918 году Лоренц был назначен председателем государственного комитета по осушению залива Зёйдерзе и до конца жизни уделял много времени этому проекту, осуществляя непосредственное руководство инженерными расчётами. Сложность задачи требовала учёта многочисленных факторов и разработки оригинальных математических методов; здесь пригодились познания учёного в различных областях теоретической физики. Сооружение первой дамбы началось в 1920 году; проект завершился много лет спустя, уже после смерти его первого руководителя. Глубокий интерес к проблемам педагогики привёл Лоренца в 1919 году в правление народного образования, а в 1921 году он возглавил департамент высшего образования Нидерландов. В следующем году по приглашению Калифорнийского технологического института учёный во второй раз посетил США и выступил с лекциями в ряде городов этой страны. Впоследствии он побывал за океаном ещё дважды: в 1924 году и осенью-зимой 1926/27 года, когда прочитал в Пасадене курс лекций. В 1923 году, по достижении предельного возраста, Лоренц официально ушёл в отставку, однако продолжал читать свои понедельничные лекции в качестве почётного профессора. В декабре 1925 года в Лейдене прошли торжества по случаю 50-летия со дня защиты Лоренцем докторской диссертации. На это празднество было приглашено около двух тысяч человек со всех концов мира, в том числе многие крупные физики, представители нидерландского государства, ученики и друзья юбиляра. Принц Хендрик вручил учёному высшую награду Голландии — Большой крест ордена Оранских-Нассау, а Королевская академия наук объявила об учреждении медали Лоренца за достижения в области теоретической физики.
Хотя его научная продуктивность заметно снизилась, Лоренц до последних дней жизни продолжал интересоваться развитием физики и проводить собственные исследования. Признанием его особого положения в научном мире — положения «старейшины физической науки», по выражению Эренфеста, — служило председательствование на послевоенных Сольвеевских конгрессах, сыгравших большую роль в прояснении сложных проблем новой физики. По словам Джозефа Лармора, «он был идеальным руководителем любого международного конгресса, ибо был самым знающим и наиболее быстро схватывающим суть дела из всех современных физиков». По признанию Арнольда Зоммерфельда, Лоренц «был старейшим по возрасту и самым гибким и разносторонним по уму». В октябре 1927 года голландский учёный председательствовал на своём последнем, пятом по счёту Сольвеевском конгрессе, на котором обсуждались проблемы новой квантовой механики. В том же году были завершены расчёты по Зёйдерзе, и Лоренц, покинувший департамент высшего образования, надеялся больше времени уделять науке. Однако в середине января 1928 года он заболел рожистым воспалением, его состояние с каждым днём ухудшалось. 4 февраля учёный скончался. Похороны состоялись в Харлеме 9 февраля при большом стечении народа; в знак национального траура по всей стране в полдень на три минуты было прекращено телеграфное сообщение. В качестве представителей своих стран с надгробными речами выступили Пауль Эренфест, Эрнест Резерфорд, Поль Ланжевен и Альберт Эйнштейн. В своём выступлении последний отметил:

Свою жизнь он [Лоренц] до мельчайших подробностей создавал так, как создают драгоценное произведение искусства. Никогда не оставлявшие его доброта, великодушие и чувство справедливости вместе с глубоким, интуитивным пониманием людей и обстановки делали его руководителем всюду, где бы он ни работал. Все с радостью следовали за ним, чувствуя, что он стремится не властвовать над людьми, а служить им.
— Эйнштейн А. Речь у могилы Лоренца // Эйнштейн А. Собрание научных трудов. — М.: Наука, 1967. — Т. 4. — С. 95.

## Научное творчество

### Ранние работы по электромагнитной теории света

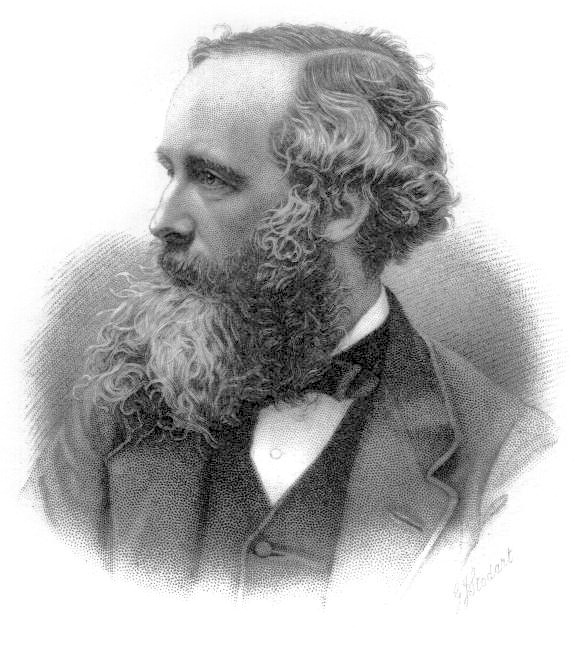
Джеймс Клерк Максвелл

К началу научной карьеры Лоренца электродинамика Максвелла смогла полностью описать лишь распространение световых волн в пустом пространстве, тогда как вопрос о взаимодействии света с веществом ещё ждал своего решения. Уже в первых работах голландского учёного были сделаны некоторые шаги к объяснению оптических свойств вещества в рамках электромагнитной теории света. Основываясь на этой теории (точнее, на её интерпретации в духе дальнодействия, предложенной Германом Гельмгольцем), в своей докторской диссертации (1875) Лоренц решил проблему отражения и преломления света на границе раздела двух прозрачных сред. Предшествующие попытки решить эту задачу в рамках упругой теории света, в которой свет трактуется как механическая волна, распространяющаяся в особом светоносном эфире, столкнулись с принципиальными трудностями. Метод устранения этих трудностей предложил Гельмгольц в 1870 году; математически строгое доказательство было дано Лоренцем, который показал, что процессы отражения и преломления света определяются четырьмя граничными условиями, налагаемыми на векторы электрического и магнитного поля на поверхности раздела сред, и вывел отсюда известные формулы Френеля. Далее в диссертации были рассмотрены полное внутреннее отражение и оптические свойства кристаллов и металлов. Таким образом, в работе Лоренца содержались основы современной электромагнитной оптики. Что не менее важно, здесь появились первые признаки той особенности творческого метода Лоренца, которую Пауль Эренфест выразил следующими словами: «чёткое разделение той роли, которую в каждом данном случае оптических или электромагнитных явлений, возникающих в куске стекла или металла, играют „эфир“, с одной стороны, и „весомая материя“ — с другой». Разграничение между эфиром и веществом способствовало формированию представлений об электромагнитном поле как о самостоятельной форме материи, в противоположность бытовавшей ранее трактовке поля как механического состояния вещества.
Предшествующие результаты касались общих законов распространения света. Для того чтобы сделать более конкретные выводы об оптических свойствах тел, Лоренц обратился к представлениям о молекулярном строении вещества. Первые итоги своего анализа он опубликовал в 1879 году в работе «О соотношении между скоростью распространения света и плотностью и составом среды» (нидерл. Over het verband tusschen de voortplantingssnelheid van het licht en de dichtheid en samenstelling der middenstoffen, сокращённый вариант был напечатан в следующем году в немецком журнале Annalen der Physik). Предполагая, что эфир внутри вещества имеет такие же свойства, как и в свободном пространстве, и что в каждой молекуле под воздействием внешней электрической силы возбуждается пропорциональный ей электрический момент, Лоренц получил соотношение между показателем преломления {\displaystyle n} и плотностью вещества {\displaystyle \rho } в виде {\displaystyle {\frac {n^{2}-1}{(n^{2}+2)\rho }}=\mathrm {const} }. Эта формула была получена ещё в 1869 году датским физиком Людвигом Валентином Лоренцем на основе упругой теории света и ныне известна под названием формулы Лоренца — Лоренца. Существенным в выводе голландским учёным этого соотношения был также учёт (помимо электрического поля внешней световой волны) локального поля, обусловленного поляризацией вещества. Для этого предполагалось, что каждая молекула находится в полости, заполненной эфиром, и испытывающей воздействие со стороны других полостей. Константа в правой части формулы определяется поляризуемостью молекул и зависит от длины волны, то есть характеризует дисперсионные свойства среды. Эта зависимость фактически совпадает с дисперсионным соотношением Зельмайера (1872), полученным в рамках теории упругого эфира. Она была рассчитана Лоренцем на основе представления о наличии в молекуле электрического заряда, колеблющегося около положения равновесия под воздействием электрического поля. Таким образом, в этой работе уже содержалась фундаментальная модель электронной теории — заряженный гармонический осциллятор.

### Электронная теория

#### Общая схема теории
К началу 1890-х годов Лоренц окончательно отказался от концепции дальнодействующих сил в электродинамике в пользу близкодействия, то есть представления о конечной скорости распространения электромагнитного взаимодействия. Этому, вероятно, способствовало открытие Генрихом Герцем электромагнитных волн, предсказанных Максвеллом, а также чтение лекций Анри Пуанкаре (1890), содержавших глубокий анализ следствий теории электромагнитного поля Фарадея — Максвелла. А уже в 1892 году Лоренц дал первую формулировку своей электронной теории.

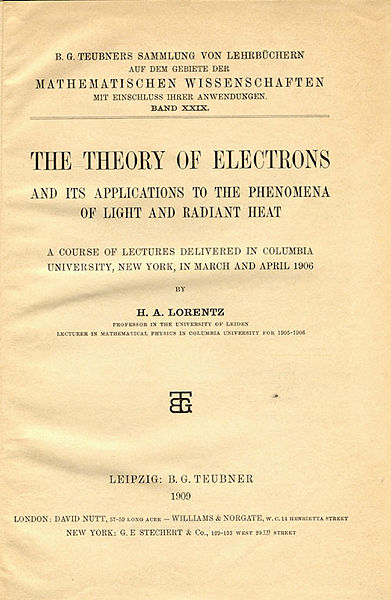
Титульный лист первого издания «Теории электронов» (1909)

Электронная теория Лоренца представляет собой максвелловскую теорию электромагнитного поля, дополненную представлением о дискретных электрических зарядах как основе строения вещества. Взаимодействие поля с движущимися зарядами является источником электрических, магнитных и оптических свойств тел. В металлах движение частиц порождает электрический ток, тогда как в диэлектриках смещение частиц из положения равновесия вызывает электрическую поляризацию, обуславливающую величину диэлектрической постоянной вещества. Первое последовательное изложение электронной теории появилось в большой работе «Электромагнитная теория Максвелла и её применение к движущимся телам» (фр. La théorie électromagnétique de Maxwell et son application aux corps mouvants, 1892), в которой Лоренц, помимо прочего, в простой форме получил формулу для силы, с которой поле действует на заряды (сила Лоренца). Впоследствии учёный дорабатывал и совершенствовал свою теорию: в 1895 году вышла книга «Опыт теории электрических и оптических явлений в движущихся телах» (нем. Versuch einer Theorie der electrischen und optischen Erscheinungen in bewegten Körpern), а в 1909 году — известная монография «Теория электронов и её применение к явлениям света и теплового излучения» (англ. The theory of electrons and its applications to the phenomena of light and radiant heat), содержащая самое полное изложение вопроса. В отличие от первоначальных попыток (в работе 1892 года) получить основные соотношения теории из принципов механики, здесь Лоренц уже начинал с уравнений Максвелла для пустого пространства (эфира) и аналогичных феноменологических уравнений, справедливых для макроскопических тел, и далее ставил вопрос о микроскопическом механизме электромагнитных процессов в веществе. Такой механизм, на его взгляд, связан с движением малых заряженных частиц (электронов), входящих в состав всех тел. Предполагая конечные размеры электронов и неподвижность эфира, присутствующего как вне, так и внутри частиц, Лоренц внёс в вакуумные уравнения члены, отвечающие за распределение и перемещение (ток) электронов. Полученные микроскопические уравнения (уравнения Лоренца — Максвелла) дополняются выражением для силы Лоренца, действующей на частицы со стороны электромагнитного поля. Эти соотношения лежат в основе электронной теории и позволяют единым образом описывать широкий круг явлений.
Хотя попытки построить теорию, объясняющую электродинамические явления взаимодействием электромагнитного поля с движущимися дискретными зарядами, предпринимались и ранее (в работах Вильгельма Вебера, Бернгарда Римана и Рудольфа Клаузиуса), теория Лоренца принципиально от них отличалась. Если ранее полагалось, что заряды действуют непосредственно друг на друга, то теперь считалось, что электроны взаимодействуют со средой, в которой они находятся — неподвижным электромагнитным эфиром, подчиняющимся уравнениям Максвелла. Такое представление об эфире близко современному понятию электромагнитного поля. Лоренц провёл чёткое различие между материей и эфиром: они не могут сообщать друг другу механическое движение («увлекаться»), их взаимодействие ограничено сферой электромагнетизма. Сила этого взаимодействия для случая точечного заряда носит имя Лоренца, хотя аналогичные выражения были ранее получены Клаузиусом и Хевисайдом из иных соображений. Одним из важных и много обсуждавшихся в своё время следствий немеханического характера воздействия, описываемого силой Лоренца, было нарушение ею ньютоновского принципа действия и противодействия. В теории Лоренца гипотеза увлечения эфира движущимся диэлектриком была заменена на предположение о поляризации молекул тела под действием электромагнитного поля (это осуществлялось введением соответствующей диэлектрической постоянной). Именно это поляризованное состояние переносится при движении объекта, что позволило объяснить появление в данном случае так называемого коэффициента увлечения Френеля, который обнаруживает себя, например, в знаменитом опыте Физо. Кроме того, в работах Лоренца (1904, 1909) содержалась первая чёткая и однозначная формулировка (в применении к классической электродинамике) того общего положения, которое известно ныне под названием калибровочной инвариантности и которое играет важную роль в современных физических теориях.
Подробности, касающиеся возникновения электронной теории Лоренца, её эволюции и отличия от теорий, выдвигавшихся другими исследователями (например, Лармором), можно найти в ряде специальных работ.

#### Применения: оптическая дисперсия и проводимость металлов
Применяя свою теорию к различным физическим ситуациям, Лоренц получил ряд значительных частных результатов. Так, ещё в первой работе по электронной теории (1892) учёный вывел закон Кулона, выражение для силы, действующей на проводник с током, и закон электромагнитной индукции. Здесь же он получил формулу Лоренца — Лоренца с помощью приёма, известного под названием сферы Лоренца. Для этого было рассчитано по отдельности поле внутри и вне воображаемой сферы, описанной вокруг молекулы, и впервые явным образом введено так называемое локальное поле, связанное с величиной поляризации на границе сферы. В статье «Оптические явления, обусловленные зарядом и массой иона» (нидерл. Optische verschijnselen die met de lading en de massa der ionen in verband staan, 1898) была в полном виде, близком к современному, изложена классическая электронная теория дисперсии. Основная идея состояла в том, что дисперсия есть результат взаимодействия света с колеблющимися дискретными зарядами — электронами (по первоначальной терминологии Лоренца — «ионами»). Записав уравнение движения электрона, на который действуют вынуждающая сила со стороны электромагнитного поля, возвращающая упругая сила и сила трения, обуславливающая поглощение, учёный пришёл к известной формуле дисперсии, задающей так называемую лоренцеву форму зависимости диэлектрической постоянной от частоты.
В серии работ, опубликованных в 1905 году, Лоренц развил электронную теорию проводимости металлов, основы которой были заложены в трудах Пауля Друде, Эдуарда Рикке и Дж. Дж. Томсона. Исходным пунктом было предположение о наличии большого количества свободных заряженных частиц (электронов), движущихся в промежутках между неподвижными атомами (ионами) металла. Голландский физик учёл распределение электронов в металле по скоростям (распределение Максвелла) и, применив статистические методы кинетической теории газов (кинетическое уравнение для функции распределения), вывел формулу для удельной электропроводности, а также дал анализ термоэлектрических явлений и получил отношение теплопроводности к электропроводности, согласующееся в целом с законом Видемана — Франца. Теория Лоренца имела большое историческое значение для развития теории металлов, а также для кинетической теории, представляя собой первое точное решение кинетической задачи такого рода. Вместе с тем она не могла обеспечить точное количественное согласие с экспериментальными данными, в частности не объясняла магнитные свойства металлов и малый вклад свободных электронов в удельную теплоёмкость металла. Причины этого состояли не только в пренебрежении колебаниями ионов кристаллической решётки, но и в принципиальных недостатках теории, которые были преодолены лишь после создания квантовой механики.

#### Применения: магнитооптика, эффект Зеемана и открытие электрона

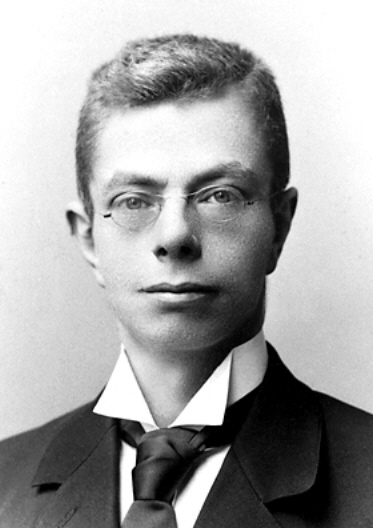
Питер Зееман (1902)

Ещё одной областью, в которой электронная теория нашла успешное применение, стала магнитооптика. Лоренц дал трактовку таким явлениям, как эффект Фарадея (вращение плоскости поляризации в магнитном поле) и магнитооптический эффект Керра (изменение поляризации света, отражённого от намагниченной среды). Однако наиболее убедительным свидетельством в пользу электронной теории стало объяснение магнитного расщепления спектральных линий, известного как эффект Зеемана. Первые результаты экспериментов Питера Зеемана, наблюдавшего уширение D-линии спектра натрия в магнитном поле, были доложены Нидерландской академии наук 31 октября 1896 года. Уже несколько дней спустя Лоренц, присутствовавший на этом заседании, дал объяснение новому явлению и предсказал ряд его свойств. Он указал на характер поляризации краёв уширенной линии при наблюдении вдоль и поперёк магнитного поля, что было подтверждено Зееманом в течение ближайшего месяца. Другое предсказание касалось структуры уширенной линии, которая на самом деле должна представлять собой дублет (две линии) при продольном наблюдении и триплет (три линии) при поперечном. Применив более совершённое оборудование, в следующем году Зееман подтвердил и этот вывод теории. Рассуждения Лоренца основывались на разложении колебаний заряженной частицы («иона» по тогдашней терминологии учёного) вблизи положения равновесия на движение вдоль направления поля и движение в перпендикулярной плоскости. Продольные колебания, на которые магнитное поле не действует, приводят к появлению несмещённой линии излучения при поперечном наблюдении, тогда как колебания в перпендикулярной плоскости дают две линии, смещённые на величину {\displaystyle eH/2mc}, где {\displaystyle H} — напряжённость магнитного поля, {\displaystyle e} и {\displaystyle m} — заряд и масса «иона», {\displaystyle c} — скорость света в вакууме.
Из своих данных Зееман смог получить знак заряда «иона» (отрицательный) и отношение {\displaystyle e/m}, которое оказалось неожиданно большим и не позволяло ассоциировать «ион» с обычными ионами, свойства которых были известны из опытов по электролизу. Как выяснилось после экспериментов Дж. Дж. Томсона (1897), это отношение совпало с таковым для частиц в катодных лучах. Поскольку эти последние частицы вскоре получили название электронов, Лоренц с 1899 года в своих исследованиях стал использовать этот термин вместо слова «ион». Кроме того, он впервые оценил заряд и массу электрона по отдельности. Таким образом, результаты измерений расщепления спектральных линий и их теоретическая интерпретация дали первую оценку основных параметров электрона и способствовали принятию научным сообществом представлений об этих новых частицах. Иногда не без оснований утверждается, что Лоренц предсказал существование электрона. Хотя открытие эффекта Зеемана стало одним из высших достижений электронной теории, вскоре оно показало и её ограниченность. Уже в 1898 году были обнаружены отклонения от простой картины явления, построенной Лоренцем; новая ситуация получила название аномального (сложного) эффекта Зеемана. Учёный в течение многих лет пытался усовершенствовать свою теорию, чтобы объяснить новые данные, но потерпел неудачу. Загадка аномального эффекта Зеемана была разгадана только после открытия спина электрона и создания квантовой механики.

### Электродинамика движущихся сред

#### Основные результаты
В физике XIX века проблема распространения света в движущемся теле была тесно связана с вопросом о механических свойствах светоносного эфира. Этот вопрос стал ещё более сложным после объединения оптики с электромагнетизмом. Впервые Лоренц обратился к оптике движущихся сред в 1886 году. Свойства эфира должны были, с одной стороны, объяснить отсутствие влияния движения Земли на оптические явления, наблюдаемые экспериментально, а с другой — дать трактовку аберрации света. Рассмотрев известные на тот момент теории полностью неподвижного и полностью увлекаемого движущимся телом эфира, Лоренц предложил промежуточный вариант — гипотезу о частичном увлечении эфира, характеризуемом френелевским коэффициентом увлечения {\displaystyle k=1-1/n^{2}}. Вместе с тем он склонялся к гипотезе неподвижного эфира Френеля, как наиболее простой для объяснения наблюдаемых явлений. Кроме того, он обнаружил ошибку в расчётах Альберта Майкельсона, касающихся первого варианта (1881) его знаменитого опыта. После исправления этой ошибки уже нельзя было сделать какое-либо однозначное заключение: требовался усовершенствованный эксперимент.

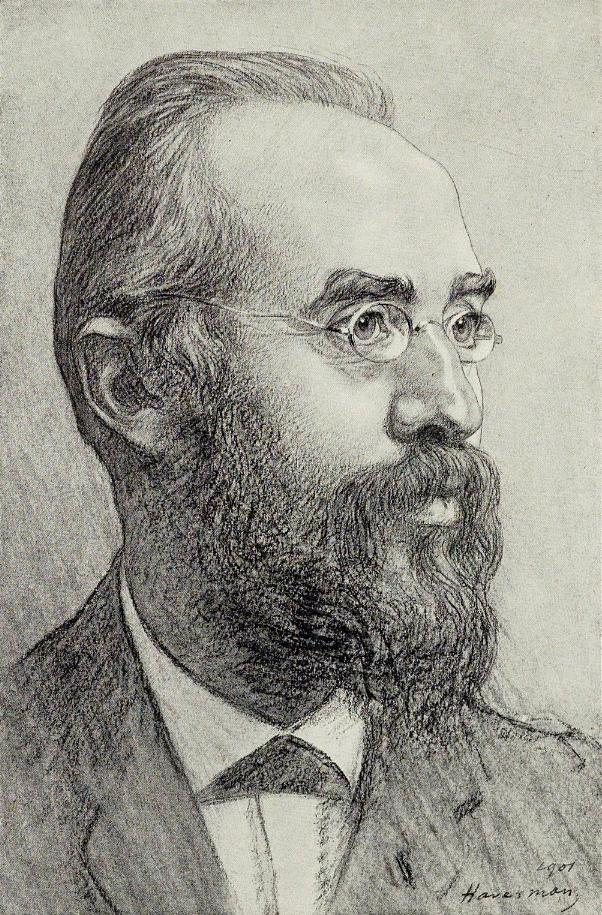
Портрет Лоренца (1901) работы

В дальнейшем Лоренц развивал оптику движущихся сред на основе своей электронной теории. В 1892 году учёный, считая эфир неподвижным и полностью проницаемым, вывел коэффициент увлечения {\displaystyle k}, дал описание отражения света от движущихся тел и двойного лучепреломления в них. При этом была окончательно устранена возможность использования теории увлекаемого эфира. Теория Лоренца позволяла объяснить необнаружимость движения эфира относительно Земли («эфирного ветра») в оптических экспериментах первого порядка относительно {\displaystyle v/c}, где {\displaystyle v} — скорость Земли относительно эфира, {\displaystyle c} — скорость света. На тот момент единственным опытом второго порядка, результат которого зависит от квадратичного отношения {\displaystyle v^{2}/c^{2}}, был опыт Майкельсона — Морли (1887). Чтобы объяснить отрицательный результат этого эксперимента, Лоренц в статье «Относительное движение Земли и эфира» (нидерл. De relative beweging van de aarde en den aether, 1892) выдвинул дополнительную гипотезу о сжатии тел в направлении их движения. Аналогичное предположение ещё в 1889 году высказал ирландский физик Джордж Фицджеральд (Лоренц не знал об этом на момент публикации своей работы), поэтому данная гипотеза получила название сокращения Фицджеральда — Лоренца. По мнению голландского учёного, причиной этого явления может быть изменение межмолекулярных сил при движении тела сквозь эфир; по существу, данное утверждение сводится к предположению об электромагнитном происхождении этих сил.
Следующий важный шаг был сделан в трактате «Опыт теории электрических и оптических явлений в движущихся телах» (1895), в котором Лоренц помимо прочих вопросов исследовал проблему ковариантности электромагнитной теории. Ковариантность была сформулирована в виде «теоремы о соответственных состояниях», суть которой состояла в том, что уравнения Максвелла сохраняют свой вид (и, следовательно, эффекты первого порядка не могут быть обнаружены), если формально ввести так называемое «местное время» для движущейся относительно эфира системы в виде {\displaystyle t'=t-vx/c^{2}}. Эта величина была введена Лоренцем ещё в 1892 году, однако тогда она не привлекла особого внимания и не получила никакого названия. Смысл её оставался неясным; она, по-видимому, носила лишь вспомогательный характер, во всяком случае, Лоренц не имел в виду глубокий пересмотр понятия времени. В том же трактате 1895 года было объяснено отсутствие влияния движения Земли на результаты некоторых конкретных экспериментов (опыт де Кудра с катушками, вращение плоскости поляризации в кварце) и были получены обобщённые формулы для скорости света и коэффициента увлечения в движущейся среде с учётом дисперсии. В 1899 году Лоренц обобщил свою теорему о соответственных состояниях (для учёта эффектов второго порядка), включив в её формулировку гипотезу о сжатии тел в направлении движения. В итоге он получил преобразования величин при переходе из одной системы отсчёта в другую, отличавшиеся от стандартных галилеевских преобразований и близкие по форме к выведенным им позже более строгим образом. При этом предполагалось, что молекулярные и прочие неэлектрические силы изменяются при движении так же, как электрические. Это означало, что теория и её преобразования применимы не только к заряженным частицам (электронам), но и к весомой материи любого рода. Таким образом, следствия из лоренцевской теории, построенной на синтезе представлений об электромагнитном поле и движении частиц, очевидно, выходили за пределы ньютоновской механики.
В решении задач электродинамики движущихся сред вновь проявилось стремление Лоренца провести резкую границу между свойствами эфира и весомой материи, а значит отказаться от каких-либо спекуляций о механических свойствах эфира. В 1920 году Альберт Эйнштейн писал по этому поводу: «Что касается механической природы лоренцова эфира, то в шутку можно сказать, что Лоренц оставил ему лишь одно механическое свойство — неподвижность. К этому можно добавить, что всё изменение, которое внесла специальная теория относительности в концепцию эфира, состояло в лишении эфира и последнего его механического свойства». Последней работой Лоренца перед появлением специальной теории относительности (СТО) была статья «Электромагнитные явления в системе, движущейся с любой скоростью, меньшей скорости света» (нидерл. Electromagnetische verschijnselen in een stelsel dat zich met wille-keurige snelheid, kleiner dan die van het licht, beweegt., 1904). Эта работа была нацелена на устранение недостатков, существовавших в теории на тот момент: требовалось дать единое обоснование отсутствия влияния движения Земли в экспериментах любого порядка относительно {\displaystyle v/c} и объяснить результаты новых экспериментов (таких, как опыты Траутона — Нобла и Релея — Брэйса). Отталкиваясь от основных уравнений электронной теории и вводя гипотезы сокращения длин и местного времени, учёный сформулировал требование сохранения формы уравнений при переходе между системами отсчёта, движущимися равномерно и прямолинейно друг относительно друга. Другими словами, речь шла об инвариантности теории относительно некоторых преобразований, которые были найдены Лоренцем и использованы для записи векторов электрического и магнитного полей в движущейся системе отсчёта. Однако полной инвариантности Лоренцу в этой работе добиться не удалось: в уравнениях электронной теории оставались лишние члены второго порядка. Этот недостаток был устранён в том же году Анри Пуанкаре, который дал итоговым преобразованиям имя преобразований Лоренца. В окончательном виде СТО была сформулирована в следующем году Эйнштейном. Касаясь своей работы 1904 года, Лоренц в 1912 году писал: «Можно заметить, что в этой статье мне не удалось в полной мере получить формулу преобразования теории относительности Эйнштейна… Заслуга Эйнштейна состоит в том, что он первый высказал принцип относительности в виде всеобщего строго и точно действующего закона».
В начале XX века большое значение приобрёл вопрос о зависимости массы от скорости. Эта проблема была тесно связана с так называемой «электромагнитной картиной мира», согласно которой масса электрона имеет (полностью или частично) электромагнитное происхождение. Было предложено несколько моделей для вычисления зависимости электромагнитной массы от скорости и формы, которую принимает электрон при движении. В 1902 году Макс Абрагам получил свою формулу, исходя из предположения о неизменности формы частицы («жёсткий электрон»). Другой вариант в 1904 году выдвинул Альфред Бухерер, предположивший сохранение объёма сжимающегося в продольном направлении электрона. Электронная теория Лоренца также естественным образом вела к заключению о зависимости эффективной массы частицы от её скорости. Согласно его гипотезе, размеры электрона уменьшаются в продольном направлении, а в поперечном остаются неизменными. На этой основе учёный получил два выражения — для продольной и поперечной массы электрона, причём, как показали вычисления, в модели Лоренца масса не могла быть полностью электромагнитной. Впоследствии предположение о двух массах было отброшено: согласно теории относительности, масса движущейся частицы (не обязательно заряженной) изменяется в соответствии с лоренцевской формулой для поперечной массы {\displaystyle m=m_{0}/{\sqrt {1-v^{2}/c^{2}}}}. Были проведены многочисленные опыты, чтобы выяснить, какая же из моделей является правильной. К середине 1910-х годов были получены убедительные экспериментальные доказательства справедливости релятивистской формулы Лоренца — Эйнштейна.

#### Лоренц и специальная теория относительности
Следует особо остановиться на отличиях теории Лоренца от специальной теории относительности. Так, в электронной теории не уделялось никакого внимания принципу относительности и не содержалось никакой его формулировки, отсутствие же наблюдаемых свидетельств движения Земли относительно эфира (и постоянство скорости света) являлось лишь следствием взаимной компенсации нескольких эффектов. Преобразование времени выступает у Лоренца лишь в качестве удобного математического приёма, тогда как сокращение длин носит динамический (а не кинематический) характер и объясняется реальным изменением взаимодействия между молекулами вещества. Впоследствии голландский физик полностью усвоил формализм СТО и излагал его в своих лекциях, однако до конца жизни так и не принял его интерпретацию: он не собирался отказываться от представлений об эфире («лишней сущности», согласно Эйнштейну) и об «истинном» (абсолютном) времени, определяемом в системе отсчёта покоящегося эфира (пусть и необнаружимой экспериментально). Существование привилегированной системы отсчёта, связанной с эфиром, приводит к невзаимности преобразований координат и времени в теории Лоренца. Отказываться или нет от эфира, по мнению Лоренца, было вопросом личного вкуса. Существенно отличались и общие подходы к объединению механики и электродинамики, реализованные в работах Лоренца и Эйнштейна. С одной стороны, электронная теория находилась в центре «электромагнитной картины мира», исследовательской программы, предусматривавшей объединение всей физики на электромагнитной основе, откуда классическая механика должна была следовать в качестве частного случая. С другой стороны, теория относительности носила чётко выраженный механический характер, что воспринималось сторонниками «электромагнитного мировоззрения» (например, Абрагамом и Зоммерфельдом) как шаг назад.

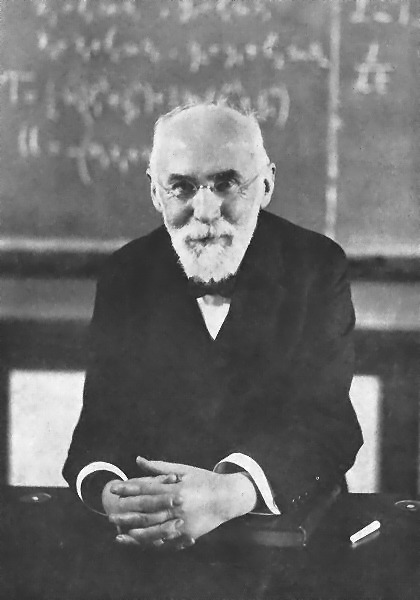
Лоренц (примерно 1916 год)

Вместе с тем, все наблюдаемые следствия из электронной теории (в её окончательной форме) и СТО идентичны, что не позволяет сделать выбор между ними лишь на основе экспериментальных данных. По этой причине в литературе по истории и философии науки продолжают дискутироваться вопросы о том, в какой мере СТО «обязана» своим появлением электронной теории или, если воспользоваться терминологией Имре Лакатоса, в чём состояло преимущество эйнштейновской исследовательской программы перед лоренцевской. В 1973 году историк и философ науки Илай Захар (Elie Zahar), ученик и последователь Лакатоса, пришёл к заключению, что, в противоположность распространённым представлениям, сокращение Фицджеральда — Лоренца нельзя считать гипотезой ad hoc и что, следовательно, Лоренц имел рациональные основания не выходить за рамки методологии классической физики. Согласно Захару, преимущество СТО заключалось не в недостатках электронной теории (произвольности некоторых её положений), а в достоинствах исследовательской программы Эйнштейна и её эвристической силе, которая в полной мере (на эмпирическом уровне) проявилась лишь позже, при построении общей теории относительности. В ходе дискуссии некоторые исследователи подвергли критике конкретные выводы Захара или посчитали его анализ неполным, хотя и заслуживающим внимания и изучения. Так, Кеннет Шаффнер (Kenneth S. Schaffner) назвал одной из основных причин, по которой физики предпочли СТО теории Лоренца, сравнительную простоту концепций Эйнштейна. Другим важным фактором, по мнению Шаффнера, стала невозможность согласовать электронную теорию с новыми данными из внешних по отношению к электродинамике областей знаний, в первую очередь из зарождающейся квантовой физики. Пол Фейерабенд отметил, что теория Лоренца давала удовлетворительную трактовку гораздо более широкому кругу явлений, чем СТО; многие из этих явлений, связанных с проявлениями атомизма, получили полное объяснение лишь много лет спустя, после создания квантовой механики. О необходимости принимать во внимание квантовые идеи при рассмотрении вопроса о переходе от электронной теории к современной физике говорили и авторы более поздних работ. Артур Миллер (Arthur I. Miller) в своей критической статье уделил основное внимание происхождению гипотезы о сокращении Фицджеральда — Лоренца, однако Захар не согласился с доводами в пользу интерпретации этого сокращения как гипотезы ad hoc. Витце Броуэр (Wytze Brouwer) также отметил неубедительность этого аспекта захаровского анализа и указал на то, что Лоренц быстро принял общую теорию относительности и не считал последнюю противоречащей его взглядам на эфир. По мнению Броуэра, это свидетельствует о различии метафизических точек зрения Эйнштейна и Лоренца на реальность, что можно охарактеризовать в рамках куновских представлений о несопоставимости (incommensurability) парадигм в науке. Михел Янсен (Michel Janssen) показал, что электронную теорию в её зрелой форме нельзя рассматривать как теорию ad hoc, и отметил, что главным новшеством работы Эйнштейна стало установление связи формализма, разработанного Лоренцем, со структурой пространства-времени. В СТО именно свойства пространства-времени объясняют возникновение эффектов типа сокращения длин и замедления времени, тогда как в теории Лоренца с её ньютоновскими пространством и временем эти явления остаются следствием ряда необъяснимых совпадений.
Историк и философ науки Нэнси Нерсессян (Nancy J. Nersessian) в качестве основной причины, по которой «Лоренц не стал Эйнштейном», назвала различие методологических подходов двух учёных: в то время как Лоренц строил свою теорию «снизу вверх», начиная с рассмотрения определённых физических объектов (эфир, электроны) и их взаимодействий и конструируя на этой основе законы и гипотезы, Эйнштейн избрал совершенно иной путь — «сверху вниз», от постулирования общих физических принципов (принцип относительности, постоянство скорости света) к конкретным закономерностям механики и электродинамики. Лоренц не мог принять второй путь, который казался ему слишком субъективным, и потому не видел повода отказываться от своих убеждений. Проблема соотношения методологий Лоренца и Эйнштейна анализировалась в работах и иных авторов. Вместе с тем, деятельность голландского физика нельзя полностью отнести к классической физике, ряд утверждений его теории носили неклассический характер и способствовали становлению современной физики. Как писал много лет спустя сам Эйнштейн,

Физики младшего поколения в большинстве случаев не представляют себе полностью той огромной роли, которую сыграл Лоренц в становлении идей теоретической физики. Причина этого странного непонимания коренится в том, что фундаментальные идеи Лоренца настолько вошли в плоть и кровь, что молодые ученые вряд ли способны осознать их смелость и вызванное ими упрощение основ физики… Для меня лично он значил больше, чем все остальные люди, которых я встречал на своем жизненном пути.
— Эйнштейн А. Г. А. Лоренц как творец и человек // Эйнштейн А. Собрание научных трудов. — М.: Наука, 1967. — Т. 4. — С. 334, 336.

### Гравитация и общая теория относительности
Первоначально проблема гравитации заинтересовала Лоренца в связи с попытками доказать электромагнитное происхождение массы («электромагнитная картина мира»), которым он уделял большое внимание. В 1900 году учёный предпринял собственную попытку объединить тяготение с электромагнетизмом. Отталкиваясь от идей Оттавиано Моссотти, Вильгельма Вебера и Иоганна Цёлльнера, Лоренц представил материальные частицы вещества состоящими из двух электронов (положительного и отрицательного). Согласно основной гипотезе теории, гравитационное взаимодействие частиц объясняется тем, что притяжение разноимённых зарядов несколько сильнее отталкивания одноимённых. Теория имела важные следствия: а) естественное объяснение равенства инертной и гравитационной масс как производных числа частиц (электронов); б) скорость распространения тяготения, интерпретируемого как состояние электромагнитного эфира, должна быть конечна и равна скорости света. Лоренц понимал, что построенный формализм можно трактовать не в смысле сведения гравитации к электромагнетизму, а в смысле создания теории тяготения по аналогии с электродинамикой. Полученные результаты и выводы из них были необычны для механической традиции, в которой гравитация представлялась дальнодействующей силой. Хотя расчёты векового движения перигелия Меркурия по теории Лоренца не давали удовлетворительного объяснения наблюдениям, эта концептуальная схема вызвала значительный интерес в научном мире.

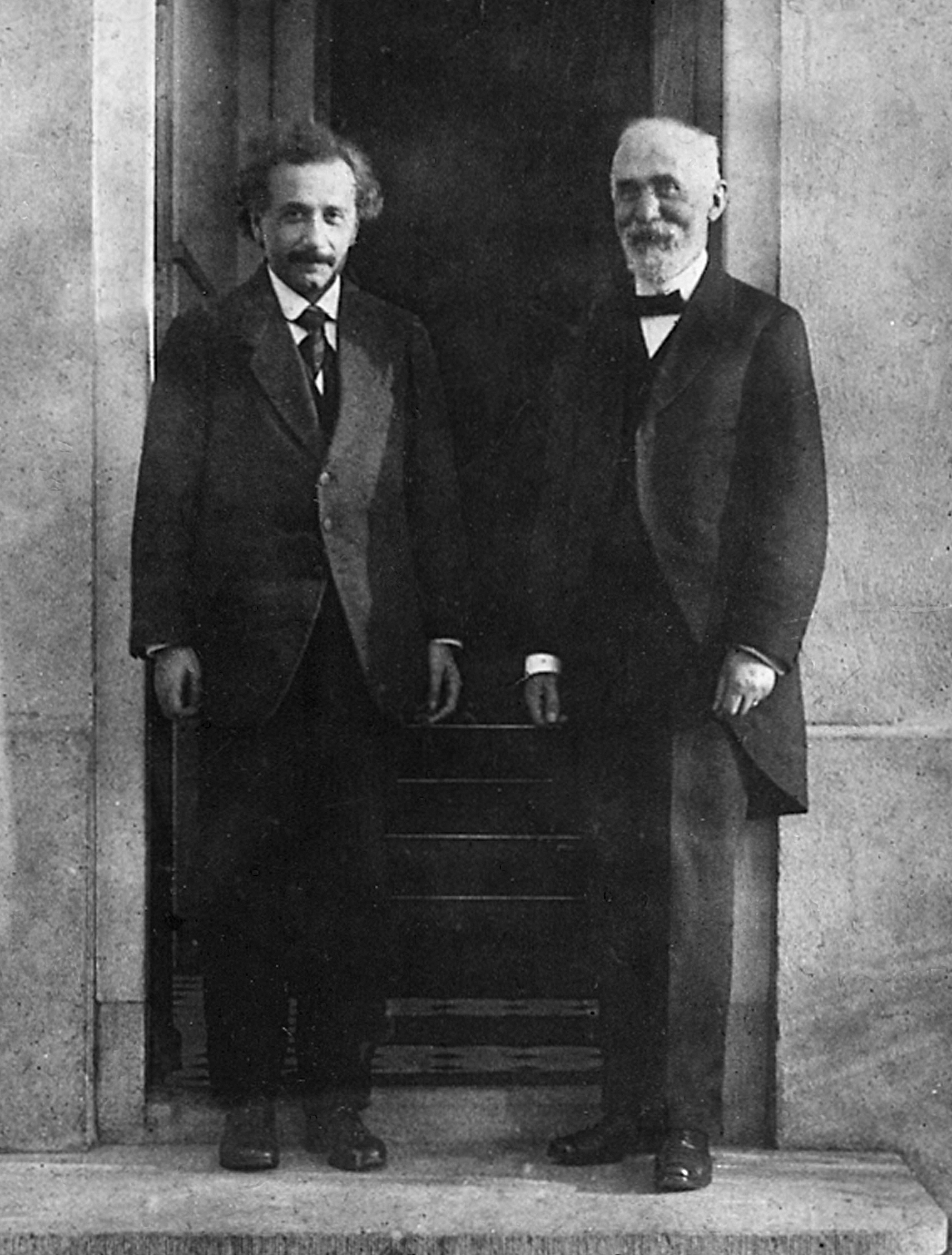
Эйнштейн и Лоренц у дверей дома Эренфеста в Лейдене (фото сделано хозяином дома, 1921)

В 1910-е годы Лоренц с глубоким интересом следил за развитием общей теории относительности (ОТО), тщательно изучал её формализм и физические следствия и написал несколько важных работ на эту тему. Так, в 1913 году он детально проработал раннюю версию ОТО, содержавшуюся в статье Эйнштейна и Гроссмана «Проект обобщённой теории относительности и теории тяготения» (нем. Entwurf einer verallgemeinerten Relativitatstheorie und Theorie der Gravitation), и обнаружил, что полевые уравнения этой теории ковариантны относительно произвольных преобразований координат только в случае симметричного тензора энергии-импульса. Этот результат он сообщил в письме Эйнштейну, который согласился с выводом голландского коллеги. Год спустя, в ноябре 1914 года, Лоренц вновь обратился к теории гравитации в связи с выходом работы Эйнштейна «Формальные основы общей теории относительности» (нем. Die formale Grundlage der allgemeinen Relativitatstheorie). Голландский физик провёл большой объём вычислений (несколько сотен страниц черновиков) и в начале следующего года опубликовал статью, в которой вывел полевые уравнения из вариационного принципа (принципа Гамильтона). Одновременно в переписке двух учёных дискутировалась проблема общей ковариантности: в то время как Эйнштейн пытался обосновать нековариантность полученных уравнений относительно произвольных преобразований координат при помощи так называемого «аргумента дырки» (hole argument, согласно которому нарушение ковариантности является следствием требования единственности решения), Лоренц не видел ничего страшного в существовании выделенных систем отсчёта.
После появления в ноябре 1915 года итоговой формы ОТО и обсуждения различных её аспектов в переписке с Эйнштейном и Эренфестом Лоренц окончательно убедился в необходимости принципа общей ковариантности и снял все свои возражения. Вместе с тем, он не видел противоречия между этим принципом и своей убеждённостью в существовании эфира, поскольку физически различающиеся системы отсчёта могут быть эмпирически эквивалентными. Итогом работы, проведённой в следующие несколько месяцев, стала серия статей «Об эйнштейновской теории гравитации» (нидерл. Over Einstein’s theorie der zwaartekracht, 1916), в которых голландский физик дал свою формулировку теории на основе вариационного принципа. Этот подход, в котором большую роль играют соображения геометрического характера, мало используется из-за его сложности и необычности. По существу, это была первая попытка сформулировать ОТО в бескоординатном виде; её непривычность для современного читателя обусловлена тем, что Лоренц не мог пользоваться концепцией параллельного переноса, введённой Туллио Леви-Чивитой в риманову геометрию лишь в 1917 году. В первой части статьи (послана в печать 26 февраля 1916 года) голландский физик развил свой геометрический формализм, в частности дал определения длины, площади и объёма в искривлённом пространстве, а затем получил выражения для лагранжиана системы точечных масс и самого метрического поля. Концовка первой и полностью вторая часть работы (послана в печать 25 марта 1916 года) посвящена конструированию лагранжиана электромагнитного поля на основе предложенного геометрического подхода. В дальнейшем, однако, учёный оставил свой бескоординатный метод и, пользуясь обычными математическими средствами, вывел полевые уравнения с помощью вариационного принципа (третья часть, послана в печать 28 апреля 1916 года) и попытался найти выражение для энергии-импульса гравитационного поля (четвёртая часть, послана в печать 28 октября 1916 года). В этой же работе Лоренц, по видимому, впервые представил прямую геометрическую интерпретацию скалярной кривизны (инварианта кривизны), играющей важную роль в ОТО (чуть позже аналогичный результат получил Густав Герглотц (англ. Gustav Herglotz)).

### Тепловое излучение и кванты
Проблемой теплового излучения Лоренц начал заниматься приблизительно с 1900 года. Его главной целью стало объяснение свойств этого излучения на основе электронных представлений, в частности получение из электронной теории формулы Планка для спектра равновесного теплового излучения. В статье «Об испускании и поглощении металлом тепловых лучей большой длины волны» (англ. On the emission and absorption by metals of rays of heat of great wave-lengths, 1903) Лоренц рассмотрел тепловое движение электронов в металле и получил выражение для распределения испускаемого ими излучения, которое совпало с длинноволновым пределом формулы Планка, известным ныне как закон Рэлея — Джинса. В этой же работе содержится, по-видимому, первый в научной литературе серьёзный анализ теории Планка, которая, по мнению Лоренца, не ответила на вопрос о механизме явлений и причине появления загадочных квантов энергии. В последующие годы учёный пытался обобщить свой подход на случай произвольных длин волн и найти такой механизм испускания и поглощения излучения электронами, который удовлетворял бы экспериментальным данным. Однако все попытки добиться этого оказались тщетными. В 1908 году в своём докладе «Распределение энергии между весомой материей и эфиром» (фр. Le partage de l’énergie entre la matière pondérable et l’éther), прочитанном на Международном математическом конгрессе в Риме, Лоренц показал, что классические механика и электродинамика приводят к теореме о равнораспределении энергии по степеням свободы, откуда можно получить лишь формулу Рэлея — Джинса. В качестве заключения он предположил, что будущие измерения помогут сделать выбор между теорией Планка и гипотезой Джинса, согласно которой отклонение от закона Рэлея — Джинса является следствием неспособности системы достигнуть равновесия. Это заключение вызвало критику со стороны Вильгельма Вина и других экспериментаторов, которые привели дополнительные аргументы против формулы Рэлея — Джинса. Позже в том же году Лоренц был вынужден признать: «Теперь мне стало ясно, с какими огромными трудностями мы встречаемся на этом пути; я могу заключить, что вывод законов излучения из электронной теории вряд ли возможен без глубоких изменений её основ, и я должен рассматривать теорию Планка как единственно возможную». Римская лекция голландского физика, содержавшая результаты большой общности, привлекла внимание научного сообщества к проблематике зарождавшейся квантовой теории. Этому способствовал и авторитет Лоренца как учёного.

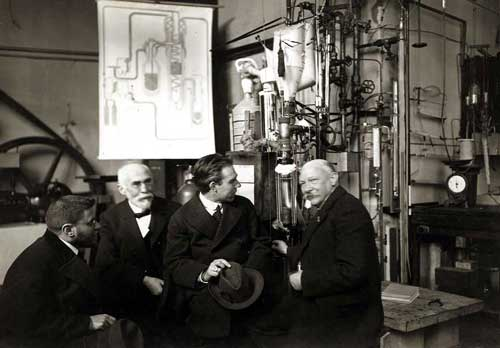
Пауль Эренфест, Хендрик Антон Лоренц, Нильс Бор и Хейке Камерлинг-Оннес в лейденской криогенной лаборатории (1919)

Подробный анализ возможностей, предоставляемых классической электродинамикой для описания теплового излучения, содержится в докладе «Применение теоремы о равномерном распределении энергии к излучению» (фр. Sur l’application au rayonnement du théorème de l’équipartition de l’énergie), с которым Лоренц выступил на первом Сольвеевском конгрессе (1911). Итог рассмотрения («все механизмы, которые можно придумать, привели бы к формуле Рэлея, если только их природа такова, что к ним применимы уравнения Гамильтона») указывал на необходимость пересмотра основных представлений о взаимодействии света и вещества. Хотя Лоренц принял гипотезу Планка о квантах энергии и в 1909 году предложил известный комбинаторный вывод формулы Планка, он не мог согласиться с более радикальным предположением Эйнштейна о существовании квантов света. Основное возражение, которое выдвигал голландский учёный, заключалось в трудности согласования этой гипотезы с интерференционными оптическими явлениями. В 1921 году в результате дискуссий с Эйнштейном он сформулировал идею, которую рассматривал в качестве возможного компромисса между квантовыми и волновыми свойствами света. Согласно этой идее, излучение состоит из двух частей — кванта энергии и волновой части, которая не переносит энергию, но участвует в создании интерференционной картины. Величина «интенсивности» волновой части определяет количество квантов энергии, попадающих в данную область пространства. Хотя эта идея не привлекла внимания научного сообщества, по содержанию она близка к так называемой теории волны-пилота, развитой несколько лет спустя Луи де Бройлем.
И в дальнейшем Лоренц очень осторожно подходил к развитию квантовых идей, предпочитая сначала до конца выяснить возможности и ограничения старых теорий. Он с большим интересом воспринял появление волновой механики и в 1926 году активно переписывался с её создателем Эрвином Шрёдингером. В своих письмах Лоренц проанализировал фундаментальную работу австрийского учёного «Квантование как задача о собственных значениях» и показал, что скорость электрона равна групповой скорости волнового пакета, которым он описывается. Вместе с тем, он отметил трудности представления частиц комбинациями материальных волн (такие пакеты должны расплываться со временем) и отсутствие наглядности при переходе к системам с большим числом степеней свободы. Таким образом, как показал Лоренц, попытка чисто классической интерпретации формализма волновой механики оказывается неудовлетворительной. Хотя Лоренц до конца жизни сохранял верность идеалам классической физики, он не мог не признать, что квантовая теория «сделалась для физиков наших дней самым необходимым и надёжным путеводителем, указаниям которого они охотно следуют. И хотя её положения иной раз напоминают непонятные изречения оракула, — мы убеждены, что за ними всегда стоит истина».

### Термодинамика и кинетическая теория газов
С самого начала своей научной карьеры Лоренц был убеждённым атомистом, что нашло отражение не только в построенной им электронной теории, но и в глубоком интересе к молекулярно-кинетической теории газов. Свои взгляды на атомистическое строение материи учёный выразил ещё в 1878 году, в своей речи «Молекулярные теории в физике» (нидерл. De moleculaire theorien in de natuurkunde), произнесённой при вступлении в должность профессора Лейденского университета. В дальнейшем он не раз обращался к решению конкретных задач кинетической теории газов, которая, по мнению Лоренца, способна не только обосновать результаты, полученные в рамках термодинамики, но и позволяет выйти за эти пределы.

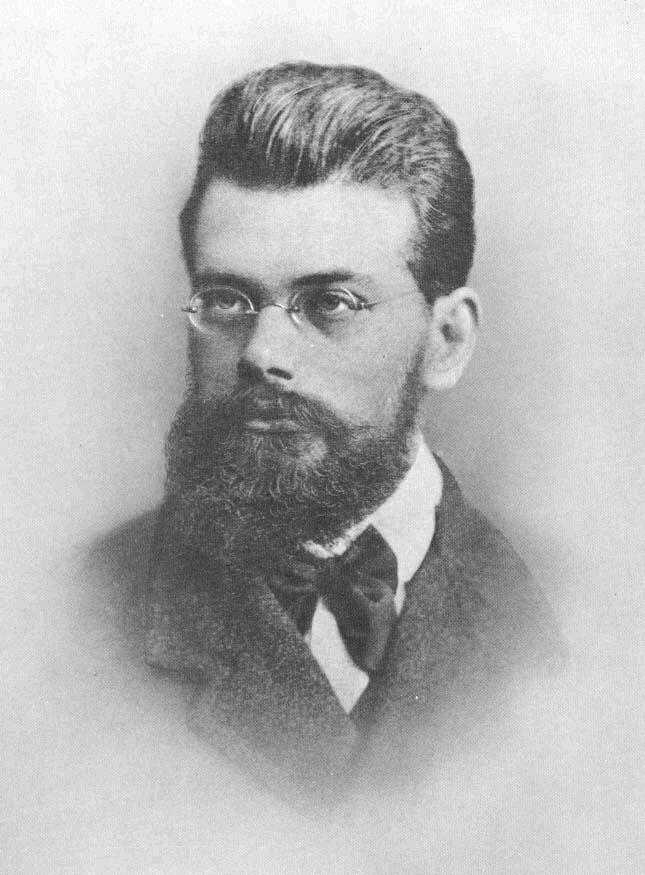
Людвиг Больцман (1875)

Первая работа Лоренца, посвящённая кинетической теории газов, вышла в 1880 году под названием «Уравнения движения газов и распространение звука в соответствии с кинетической теорией газов» (нидерл. De bewegingsvergelijkingen der gassen en de voortplanting van het geluid volgens de kinetische gastheorie). Рассмотрев газ молекул с внутренними степенями свободы (многоатомных молекул), учёный получил уравнение для одночастичной функции распределения, аналогичное кинетическому уравнению Больцмана (1872). Лоренц впервые показал, как из этого уравнения получить уравнения гидродинамики: в низшем приближении вывод даёт уравнение Эйлера, тогда как в высшем — уравнения Навье — Стокса. Представленный в статье метод, отличаясь большой общностью, позволил определить те минимальные предположения, которые требуются для вывода уравнений гидродинамики. Кроме того, в этой статье впервые на основе кинетической теории газов было получено лапласово выражение для скорости звука, а также введена новая величина, связанная с внутренними степенями свободы молекул и известная ныне как коэффициент объёмной вязкости. Полученные в этой работе результаты Лоренц вскоре применил к исследованию поведения газа при наличии градиента температуры и сил тяготения. В 1887 году голландский физик опубликовал статью, в которой подверг критике первоначальный вывод H-теоремы Больцмана (1872) и показал неприменимость этого вывода к случаю газа многоатомных (несферических) молекул. Больцман признал свою ошибку и вскоре представил улучшенный вариант своего доказательства. Кроме того, в той же статье Лоренц предложил упрощённый вывод H-теоремы для одноатомных газов, близкий к используемому в современных учебниках, и новое доказательство сохранения при столкновениях элементарного объёма в пространстве скоростей; эти результаты также получили одобрение со стороны Больцмана.
Другая проблема кинетической теории, интересовавшая Лоренца, касалась применения теоремы вириала для получения уравнения состояния газа. В 1881 году он рассмотрел газ упругих шариков и с помощью теоремы вириала смог учесть силы отталкивания между частицами при столкновениях. Полученное уравнение состояния содержало член, отвечающий за эффект исключённого объёма в уравнении Ван-дер-Ваальса (этот член ранее вводился лишь из качественных соображений). В 1904 году Лоренц показал, что можно прийти к тому же уравнению состояния без использования теоремы вириала. В 1891 году он опубликовал работу, посвящённую молекулярной теории разбавленных растворов. В ней была предпринята попытка описать свойства растворов (включая осмотическое давление) с точки зрения баланса сил, действующих между различными компонентами раствора, а также указаны возражения против аналогичной попытки Больцмана применить кинетическую теорию для вычисления осмотического давления. Кроме того, начиная с 1885 года Лоренц написал несколько статей, посвящённых термоэлектрическим явлениям, а в 1900-е годы использовал методы кинетической теории газов для описания движения электронов в металлах (см. выше).

## Награды и членства
- Нобелевская премия по физике (1902)
- Медаль Румфорда (1908)
- Медаль Франклина (1917)
- Медаль Копли (1918)
- Орден Почётного легиона (1923)[122]
- Орден Оранских-Нассау (1925)[123]
- Иностранный член Лондонского королевского общества (1905)[124], Национальной академии наук США (1906)[125], Парижской академии наук (1910)[126], Королевского общества Эдинбурга (1920)[124], Академии наук СССР (1925) и др.
- Почётные докторские степени Высшей технической школы в Делфте (1918)[127], Кембриджского (1923) и Парижского университетов[128], степень доктора медицины Лейденского университета (1925)[123] и др.

## Память
- В 1925 году Нидерландская королевская академия наук учредила золотую медаль Лоренца, которая присуждается раз в четыре года за достижения в области теоретической физики.
- Имя Лоренца носит система шлюзов (Lorentzsluizen), которая входит в комплекс сооружений дамбы Афслёйтдейк, отделяющей залив Зёйдерзе от Северного моря.
- Именем Лоренца названы многочисленные объекты (улицы, площади, школы и так далее) в Нидерландах. В 1931 году в Арнеме, в парке Сонсбек (Sonsbeek), был открыт памятник Лоренцу работы скульптора Освальда Венкебаха (нидерл. Oswald Wenckebach). В Харлеме на площади Лоренца и в Лейдене у входа в Институт теоретической физики находятся бюсты учёного. На зданиях, связанных с его жизнью и деятельностью, расположены мемориальные доски[129].
- В 1953 году, к столетнему юбилею знаменитого физика, была учреждена стипендия Лоренца для студентов из Арнема, обучающихся в голландских университетах[130]. В Лейденском университете имя Лоренца носят институт теоретической физики (Instituut-Lorentz)[131], почётная кафедра (Lorentz Chair), которую каждый год занимает кто-либо из видных физиков-теоретиков[132], и международный центр по проведению научных конференций[133].
- Один из лунных кратеров назван именем Лоренца.

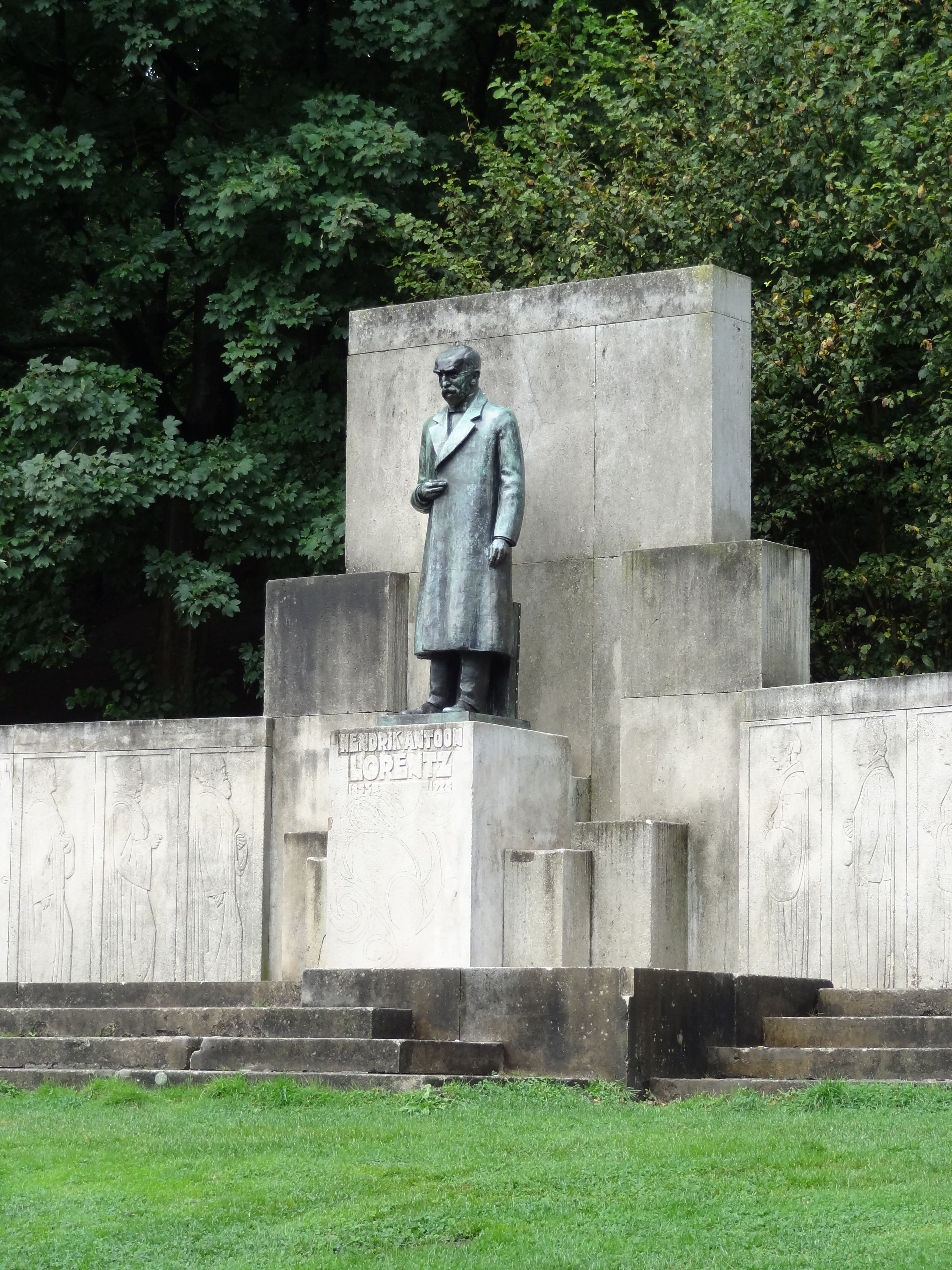
Памятник Лоренцу в Арнеме
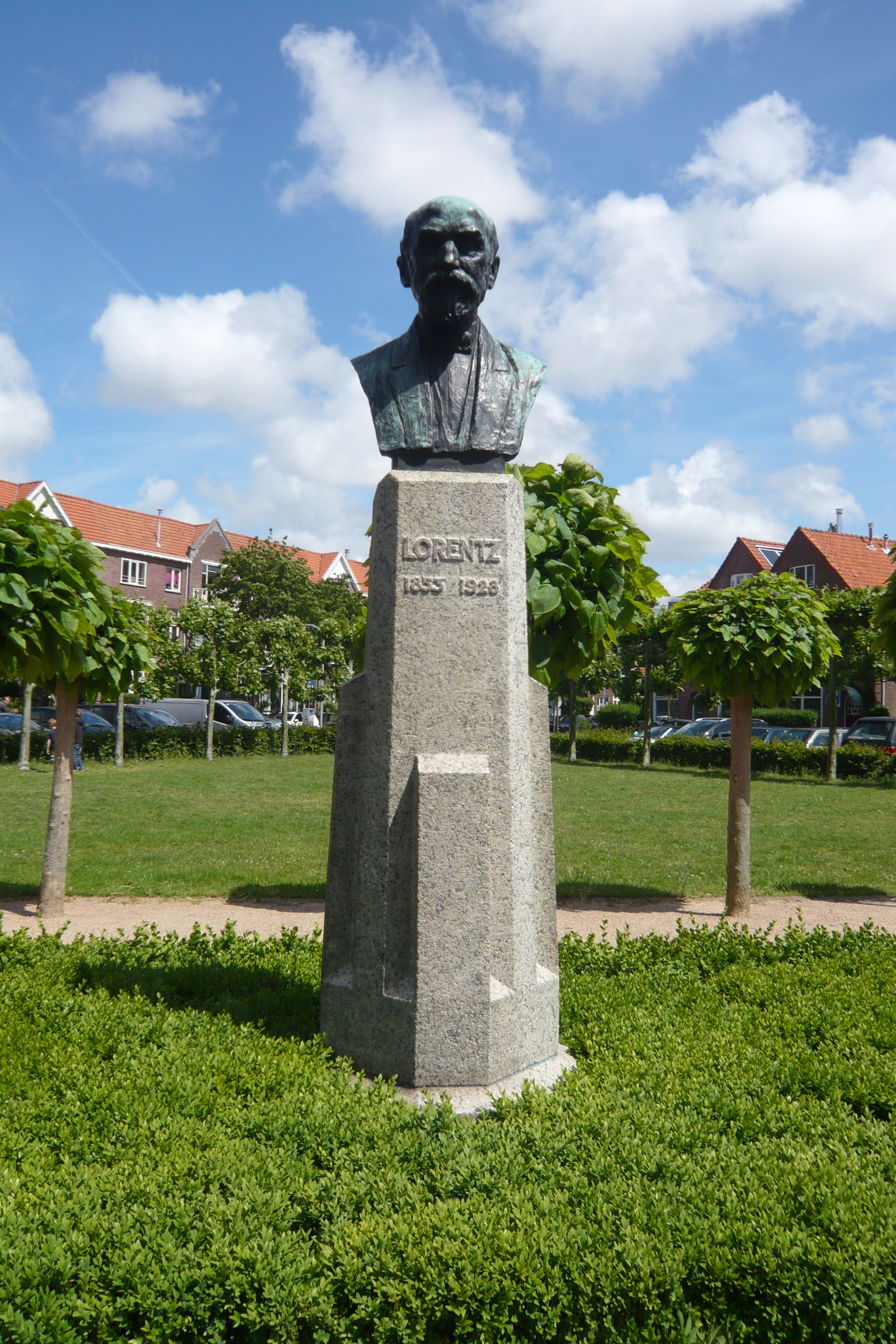
Бюст Лоренца в Харлеме
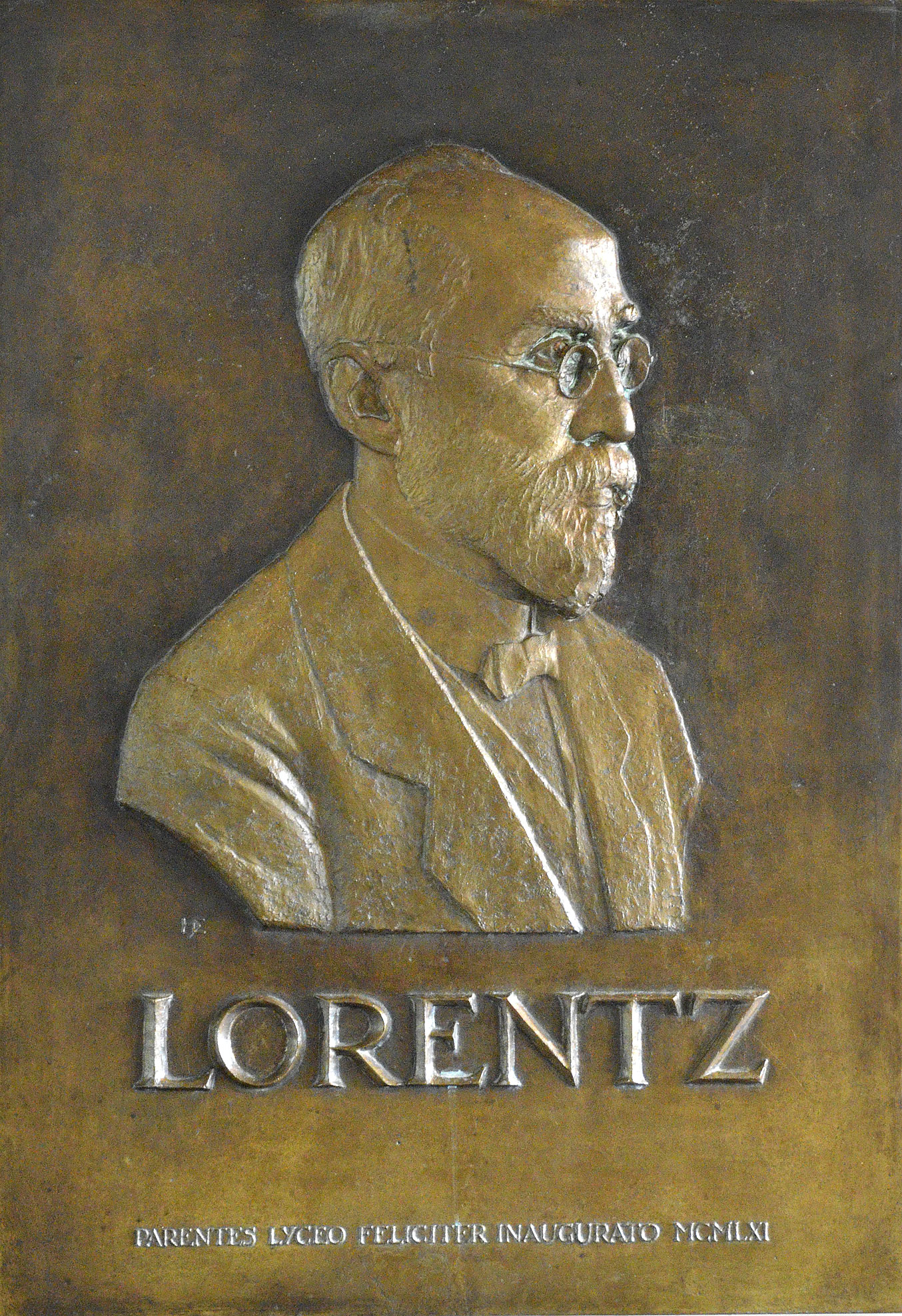
Мемориальная доска на стене лицея в Эйндховене
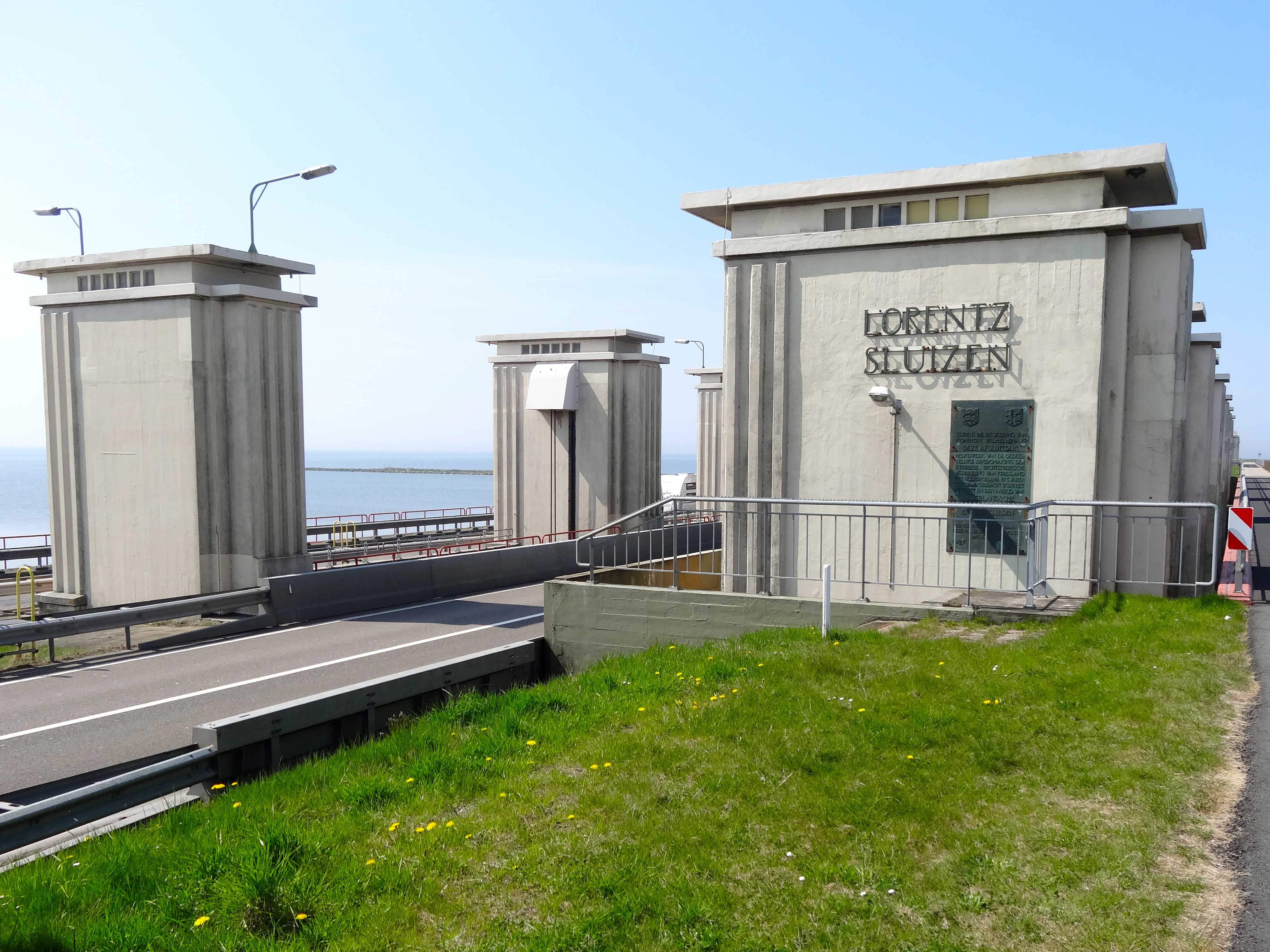
Шлюз Лоренца

## Сочинения
- Lorentz H. A. Over de theorie der terugkaatsing en breking van het licht (Doct. diss.). — Arnhem: Van der Zande, 1875.
- Lorentz H. A. Leerboek der differentiaal- en integraalrekeningen van de eerste beginselen der analytische meetkundemet het oog op de toepassingen in de natuurwetenschap. — Leiden: Brill, 1882. Русский перевод: Лоренц Г. А. Элементы высшей математики. — Изд. 3-е. — М.: Госиздат, 1910—1926.
- Lorentz H. A. Beginselen der natuurkunde. Leiddraad bij de lessen aan de Universiteit te Leiden. — Leiden: Brill, 1888—1890. Русский перевод с немецкого издания: Лоренц Г. А. Курс физики. — Изд. 2-е. — М., 1912—1915.
- Lorentz H. A. Versuch einer Theorie der electrischen und optischen Erscheinungen in bewegten Körpern. — Leiden: Brill, 1895.
- Lorentz H. A. Zichtbare en onzichtbare bewegingen. Voordrachten, op uitnoodiging van het bestuur van het Departement Leiden der Maatschappij tot Nut van ’t Algemeen (Cursus van Hooger Onderwijs buiten de Universiteit), in Februari en Maart 1901. — Leiden: Brill, 1901. Русский перевод с немецкого издания: Лоренц Г. А. Видимые и невидимые движения. — Изд. 2-е. — М., 1905.
- Lorentz H. A. The theory of electrons and its applications to the phenomena of light and radiant heat. A course of lectures delivered in Columbia University, New York, in March and April 1906. — New York: Columbia University Press, 1909. Русский перевод: Лорентц Г. А. Теория электронов и её применение к явлениям света и теплового излучения. — Изд. 2-е. — М.: ГИТТЛ, 1953.
- Lorentz H. A. Les théories statistiques en thermodynamique. Conférences faites au Collège de France en novembre 1912. — Leipzig; Berlin: Teubner, 1916. Русский перевод: Лоренц Г. А. Статистические теории в термодинамике. — Изд. 2-е. — Ижевск: НИЦ РХД, 2001.
- Lessen over theoretische natuurkunde aan de Rijks-Universiteit te Leiden gegeven (Лекции по теоретической физике в 8 томах):
  - Lorentz H. A. Stralingstheorie (1910–1911). — Leiden: Brill, 1919. Русский перевод с немецкого издания: Лоренц Г. А. Теория излучения. — М.—Л.: ОНТИ, 1935.
  - Lorentz H. A. Theorie der quanta (1916–1917). — Leiden: Brill, 1919.
  - Lorentz H. A. Aethertheorieen en aethermodellen (1901–1902). — Leiden: Brill, 1920. Русский перевод с английского издания: Лоренц Г. А. Теории и модели эфира. — М.—Л.: ОНТИ, 1936.
  - Lorentz H. A. Thermodynamica. — Leiden: Brill, 1921. Русский перевод с английского издания: Лоренц Г. А. Лекции по термодинамике. — Изд. 2-е. — Ижевск: НИЦ РХД, 2001.
  - Lorentz H. A. Kinetische problemen (1911–1912). — Leiden: Brill, 1921.
  - Lorentz H. A. Het relativiteitsbeginsel voor eenparige translaties (1910–1912). — Leiden: Brill, 1922.
  - Lorentz H. A. Entropie en waarschijnlijkheid (1910–1911). — Leiden: Brill, 1923.
  - Lorentz H. A. De theorie van Maxwell (1900–1902). — Leiden: Brill, 1925. Русский перевод с немецкого издания: Лоренц Г. А. Теория электромагнитного поля. — М.—Л.: ГТТИ, 1933.
- Lorentz H. A. Problems of modern physics. A course of lectures delivered in the California Institute of Technology. — Boston: Ginn, 1927.
- The Scientific Correspondence of H. A. Lorentz / ed. A. J. Kox. — Springer, 2008. — Vol. 1.

- Lorentz H. A. Ueber die Beziehung zwischen der Fortpflanzungsgeschwindigkeit des Lichtes und der Körperdichte // Annalen der Physik. — 1880. — Bd. 245 (9). — S. 641—665.
- Lorentz H. A. De bewegingsvergelijkingen der gassen en de voortplanting van het geluid volgens de kinetische gastheorie // Verslagen en Mededeelingen der Koninklijke Akademie van Wetenschappen (Amsterdam), Afdeeling Natuurkunde. — 1880. — Bd. 15. — S. 350—393.
- Lorentz H. A. La théorie électromagnétique de Maxwell et son application aux corps mouvants // Archives Néerlandaises des Sciences Exactes et Naturelles. — 1892. — Vol. 25. — P. 363—552.
- Lorentz H. A. De relatieve beweging van de aarde en den aether // Verslagen der Zittingen van de Wis- en Natuurkundige Afdeeling der Koninklijke Akademie van Wetenschappen (Amsterdam). — 1892. — Bd. 1. — S. 74—79.
- Lorentz H. A. Ueber den Einfluss magnetischer Kräfte auf die Emission des Lichtes // Annalen der Physik. — 1897. — Bd. 299 (63). — S. 278—284.
- Lorentz H. A. Optische verschijnselen die met de lading en de massa der ionen in verband staan // Verslagen van de Gewone Vergaderingen der Wis- en Natuurkundige Afdeeling, Koninklijke Akademie van Wetenschappen te Amsterdam. — 1898. — Bd. 6. — S. 506—519 (I), 555—565 (II).
- Lorentz H. A. Simplified theory of electrical and optical phenomena in moving systems // Proceedings of the Section of Sciences, Koninklijke Akademie van Wetenschappen te Amsterdam. — 1899. — Vol. 1. — P. 427—442.
- Lorentz H. A. On the emission and absorption by metals of rays of heat of great wave-lengths // Proceedings of the Section of Sciences, Koninklijke Akademie van Wetenschappen te Amsterdam. — 1903. — Vol. 5. — P. 666—685.
- Lorentz H. A. Electromagnetic phenomena in a system moving with any velocity smaller than that of light // Proceedings of the Section of Sciences, Koninklijke Akademie van Wetenschappen te Amsterdam. — 1904. — Vol. 6. — P. 809—831.
- Lorentz H. A. The motion of electrons in metallic bodies // Proceedings of the Section of Sciences, Koninklijke Akademie van Wetenschappen te Amsterdam. — 1905. — Vol. 7. — P. 438—453, 585—593, 684—691.
- Lorentz H. A. Le partage de l’énergie entre la matière pondérable et l’éther // Il Nuovo Cimento. — 1908. — Vol. 16. — P. 5—34.
- Lorentz H. A. Sur l’application au rayonnement du théorème de l’équipartition de l’énergie // Rapp. Réunion Solvay. — 1912. — P. 12—48.
- Lorentz H. A. On Einstein’s theory of gravitation // Proceedings of the Section of Sciences, Koninklijke Akademie van Wetenschappen te Amsterdam. — 1917. — Vol. 19 (I—II), 20 (III—IV). — P. 1341—1354 (I), 1354—1369 (II), 2—19 (III), 20—34 (IV).

- Лоренц Г. А. Макс Планк и теория квантов // УФН. — 1926. — Т. 6. — С. 81—92.
- Принцип относительности: сб. работ классиков релятивизма. — Л.: ОНТИ, 1935. — С. 9—50.
- Лоренц Г. А. Старые и новые проблемы физики: сб. статей. — М.: Наука, 1970.
- Принцип относительности: сб. работ по специальной теории относительности. — М.: Атомиздат, 1973. — С. 8—12, 67—90, 189—198.
- Лоренц Г. А. К теории гравитации Эйнштейна // Эйнштейновский сборник, 1980—1981. — М.: Наука, 1985. — С. 169—190.